# Opération Spring
Vous lisez un « article de qualité » labellisé en 2009.
Seconde Guerre mondiale
Batailles
Opérations de débarquement (Neptune)
- Tonga (Deadstick, Batterie de Merville)
- Albany (Chicago, Manoir de Brécourt)
- Boston (Detroit)
- Utah Beach
- Omaha Beach (Pointe du Hoc)
- Gold Beach
- Juno Beach
- Sword Beach

Secteur anglo-canadien
- Caen
- Authie
- Perch (Villers-Bocage)
- Putot
- Bretteville-l'Orgueilleuse
- Norrey
- Mesnil-Patry
- Martlet
- Epsom
- Windsor
- Charnwood
- Jupiter
- Atlantic
- Goodwood
- Crête de Verrières
- Spring
- Bluecoat
- Totalize
- Tractable

Secteur américain
- Carentan
- Cotentin
- Cherbourg (Bombardement)
- Bataille des Haies (Elle, Saint-Lô, La Haye-du-Puits)
- Cobra
- Mortain

Fin de la bataille de Normandie et libération de l'Ouest
- Rennes
- Saint-Malo
- Brest
- Poche de Falaise
- Chambois
- Paris

Mémoire et commémorations
- Cimetières militaires de la bataille de Normandie
- Commémorations du 70e anniversaire
- Projet UNESCO de classement des plages

L'opération Spring est une opération militaire menée par les forces alliées, principalement le Canada, pendant la Seconde Guerre mondiale. Elle s'est déroulée en France au sud de la ville de Caen lors de la bataille de Normandie entre le 25 et le 27 juillet 1944, avec pour but de fixer les forces allemandes, principalement les divisions blindées, à l'est du front pour faciliter à l'ouest l'opération Cobra menée par les Américains qui tentent de percer le front dans le sud du Cotentin.
Cette opération est menée par le 2e Corps canadien commandé par le Lieutenant général (en France, général de corps d'armée) Guy Simonds. Elle s'oppose au gros des forces blindées allemandes, principalement le 1er Corps de SS-Panzer du SS-oberstgruppenführer (général de groupe d'armée SS) Josef Dietrich qui obtient un succès défensif certain.
Dans la nuit du 24 au 25 juillet, à la lueur de projecteurs anti-aériens et avec l'appui de chars et de l'artillerie, Simonds lance l'infanterie canadienne au sud de Caen, sur les trois axes de May-sur-Orne, Verrières et Tilly-la-Campagne pour atteindre en profondeur Fontenay-le-Marmion, Rocquancourt et Garcelles-Secqueville, et peut-être ouvrir la route de Falaise. À l'exception de la prise du village de Verrières par le Royal Hamilton Light Infantry du lieutenant-colonel John Meredith Rockingham (en), toutes les autres actions canadiennes échouent face à la résistance allemande de la nuit et de la matinée. Quand le commandement allié envisage de relancer de nouvelles actions en fin d'après-midi, ce sont les blindés allemands qui passent à la contre-attaque et repoussent les Canadiens sur leur ligne de départ.
Cette opération est très coûteuse en vies humaines. Au total, elle cause plus de 1 500 pertes canadiennes, dont environ 450 tués au combat. C’est, pour les forces armées canadiennes, l’opération la plus importante en pertes humaines de la Seconde Guerre mondiale, après le raid de Dieppe, qui fait, sur environ 5 000 combattants, 3 367 pertes dont 907 morts au combat.
L'opération Spring est aussi emblématique de l'incompréhension, par le commandement suprême des forces alliées, de la stratégie utilisée par le général britannique Bernard Montgomery. Le général américain Dwight D. Eisenhower veut une guerre de mouvement, avec des gains territoriaux importants. Mais Montgomery s'en tient toujours à des actions d'envergure limitée même pour la prise de Caen car il se heurte continuellement, tout au long de la bataille de Normandie, à une résistance allemande acharnée. Il s'en tient en fait à l'exposé initial de sa stratégie : attirer le gros des forces allemandes à l'est du front pour permettre la percée à l'ouest en direction de la Bretagne. Alors qu'Eisenhower veut une action décisive pour percer sur la route de Falaise, Montgomery donne des instructions verbales à Simonds de limiter l'engagement des troupes canadiennes.
L'échec de l'opération Spring et la réussite de l'opération Cobra valent à Montgomery la perte de son commandement sur les troupes américaines et à Simonds de vives critiques.

## Situation militaire

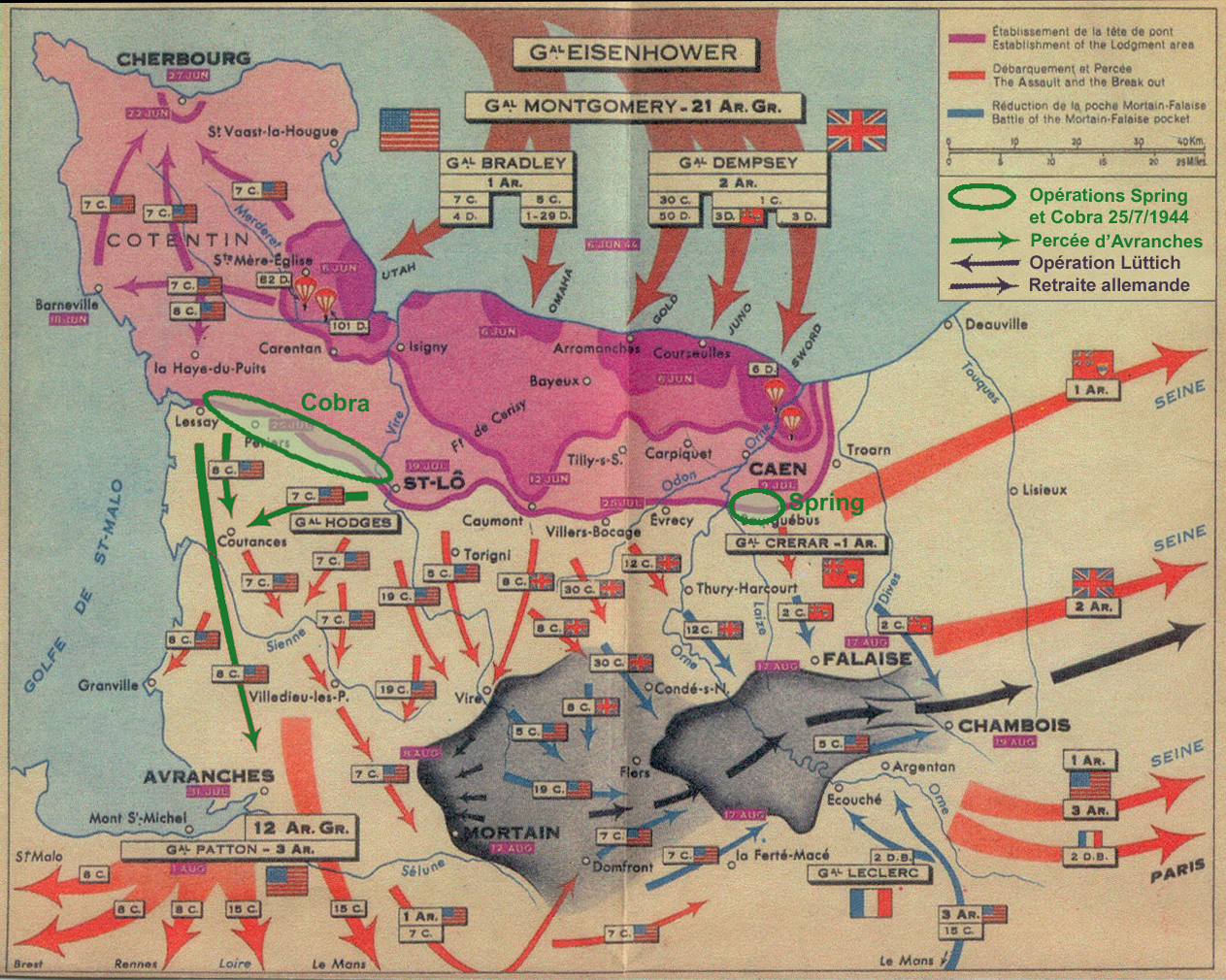
Carte générale de la bataille de Normandie avec la situation des opérations Spring et Cobra.

La prise de la ville de Caen et de sa plaine environnante est considérée comme très importante pour permettre aux Alliés d'y construire des aérodromes. Elle est initialement l'un des objectifs du Jour J, le premier jour du débarquement, le 6 juin 1944, pour le 21e Groupe d’armées britannique. De plus, Caen étant située sur l'Orne, sa prise permet à la 2e armée britannique aux ordres du lieutenant-general (général de corps d'armée) Miles Dempsey et au 2e Corps canadien du lieutenant-general Simonds d'avoir une tête de pont sur l'autre rive de la rivière, et ainsi de mieux protéger le flanc est de toutes contre-attaques allemandes.
La conquête de la ville est beaucoup plus difficile que prévu, provoquant des pertes importantes parmi les soldats canadiens et britanniques. Les forces de la VIIe armée allemande du SS-obergruppenführer (général d'armée-SS) Paul Hausser et du 5e groupe Panzer ouest du general der Panzertruppe (général d'armée) Heinrich Eberbach présentes dans cette zone lors du débarquement sont fortement affaiblies par les combats, mais elles reçoivent d'importants renforts blindés d'autres régions. Arrivent : le 18 juin la 2e Panzerdivision et en provenance de Belgique la 1re SS-Leibstandarte Adolf Hitler, le 23 juin de Pologne la 9e SS-Hohenstaufen et la 10e SS-Frundsberg et le 28 juin de Toulouse la 2e SS-Das Reich.

Un tank Sherman et un canon antichar Ordnance QF 6 pounder dans le centre de Caen.

Les Alliés font plusieurs tentatives pour capturer la ville et ses environs en juin et juillet 44, avec pour objectif de dégager la plaine de Caen pour établir des pistes d'aviation en complément de l'aérodrome de Carpiquet pour la chasse et l'appui aérien. Les diverses opérations lancées par le general (général d'armée) Bernard Montgomery, commandant en chef des forces terrestres, sur Caen et au sud de Caen sont toujours sujettes à polémique. Montgomery est satisfait de sa stratégie qu'il trouve conforme à celle présentée et approuvée à Londres le 15 mai : « la 2e armée britannique a pour rôle de mener l'assaut à l'ouest de l'Orne et d'engager des opérations au sud et au sud-est pour s'assurer des aérodromes et protéger le flanc est de la 1re armée américaine, qui devra se saisir de Cherbourg. Par la suite, la 2e armée pivotera sur sa gauche et présentera un front solide contre les manœuvres adverses venant de l'est. » Les opérations s'enchaînent mais sans résultats décisifs, la partie nord de Caen ne tombe que le 10 juillet, après de longues opérations, sans jamais que Montgomery envisage de changer de stratégie : opérations Perch du 7 au 15 juin, Epsom du 25 au 29 juin, Windsor le 4 juillet, Charnwood le 8 juillet, Jupiter le 10 juillet. Le franchissement de l'Orne et le contrôle du sud de Caen n'est possible qu'après les opérations Greenline (15 juillet), Pomegranate (16 juillet), Atlantic (17 au 21 juillet) et Goodwood (18 au 22 juillet). Toutefois, même après la prise de la ville, les plages britanniques et canadiennes continuent d'être sous le feu de l'artillerie allemande.

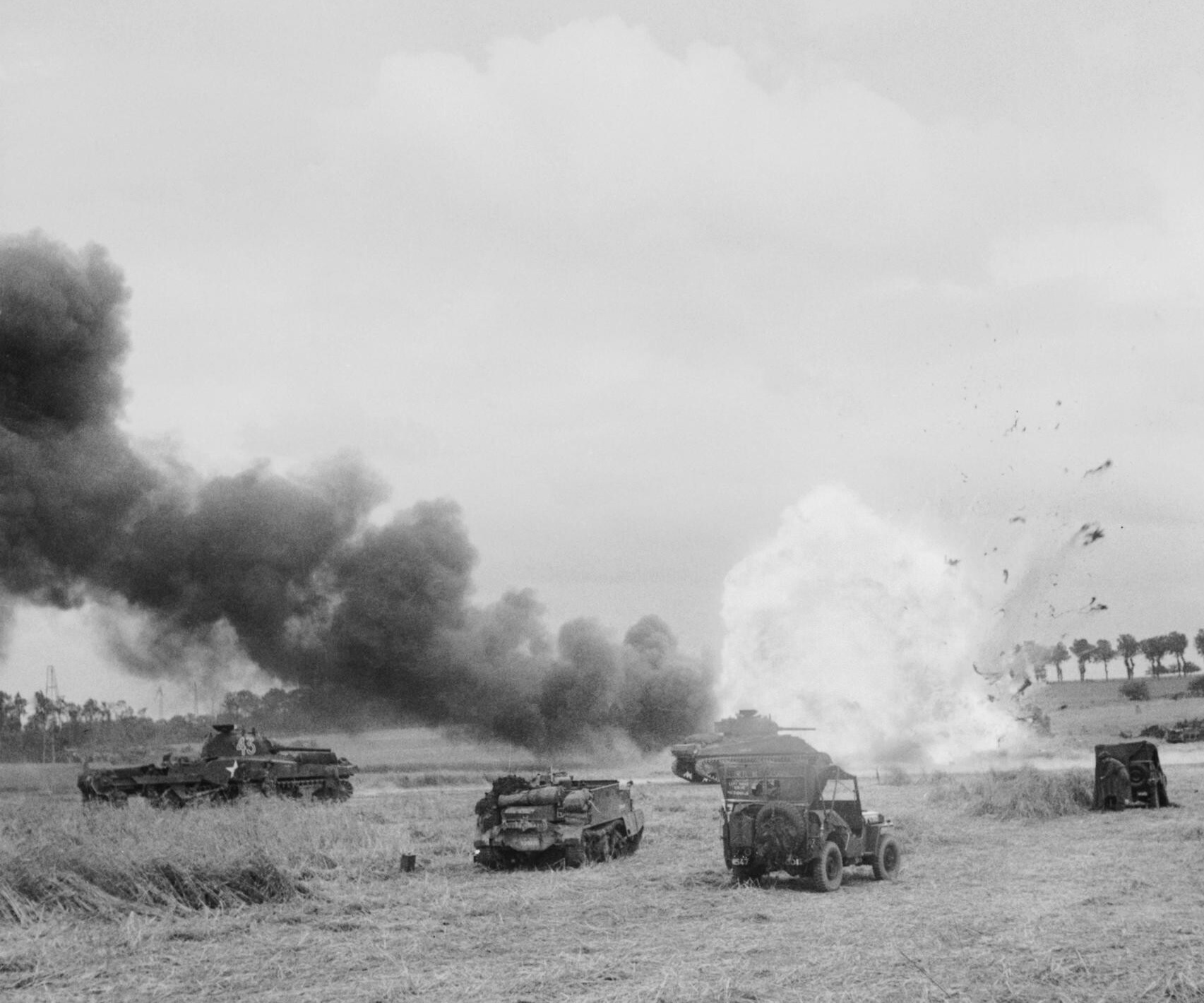
Explosion d'un camion de munitions de la 11e division blindée après avoir été touché par un tir de mortier durant l'opération Epsom (bataille de Caen) du 25 au 29 juin 1944.

Le general (général d'armée) Dwight David Eisenhower ne perçoit pas les choses de la même façon que Montgomery, et juge l’avance trop lente et les pertes humaines trop importantes : 34 700 pertes canado-britanniques, dont 6 010 tués et 62 028 pertes américaines, dont 10 641 tués. Le commandant suprême allié rencontre le lieutenant-general (général de corps d'armée) Omar Bradley le 19 juillet et Montgomery le 20. Dès le lendemain, il confirme à ce dernier le contenu de leur entretien du 20 par lettre au ton particulièrement direct : « la plus directe qu'il lui ait encore [jamais] écrite » selon l'historien Charles Perry Stacey. Il demande même l’éviction de Montgomery à Winston Churchill le 23 juillet, mais il n’obtient satisfaction que le 1er août, après le succès des généraux Bradley, commandant de la 1re Armée américaine et futur commandant du 12e Groupe d'armées américain, et George S. Patton, commandant de la 3e Armée américaine lors de l'opération Cobra le 25 juillet.
Après la visite d'Eisenhower, Montgomery écrit dans une circulaire : « Nous devons améliorer et conserver sans faiblir la position déjà bonne que nous occupons sur le flanc est, et nous tenir prêts à passer à l'action de ce côté. » Il demande le 21 juillet à son état-major une opération de grande envergure pour percer le front à l'est, là où il est le plus faible, le long de la côte, à travers les marais inondés de la Dives, en direction de la Seine, face au 86e Corps allemand composé uniquement de trois divisions d'infanterie stationnaires qui n'ont toujours pas combattu. C'est en prévision de cette opération que la 1re armée canadienne est renforcée et la répartition des troupes britanniques et canadiennes sur le front réorganisée.

Les généraux Bradley, Montgomery et Dempsey (de gauche à droite) en Normandie, le 10 juin 1944.

Mais c'est à la demande de Bradley, qui planifie à l'ouest l'opération Cobra et qui propose à l'est une opération équilibrante en direction de Falaise, que Montgomery abandonne la percée en direction de l'est pour planifier l'opération Spring, dont l'objectif est juste de fixer les panzers autour de Caen. Même si Eisenhower attend une opération d'envergure sur Falaise, Montgomery laisse Simonds planifier uniquement une opération de fixation, avec éventuellement l'exploitation d'une percée sous les ordres du commandant de corps si la possibilité se présente. Simonds déclara plus tard avoir compris qu'il s'agissait simplement d'une « "diversion" ayant pour but d'occuper l'ennemi pendant que l'offensive principale serait lancée sur le front américain. Mais il ne pouvait être question de donner cours à cette interprétation, et si elle fut bien comprise aux niveaux supérieurs, les commandants de division n'en furent pas mis au courant ».
L'attentat contre Hitler du 20 juillet ne semble pas avoir de conséquences directes sur le comportement des troupes allemandes en Normandie, mais il renforce la méfiance d'Hitler envers les chefs militaires issus de la noblesse germanique ; le relèvement du generalfeldmarschall (maréchal) von Kluge de son commandement le 16 août en est un exemple. Le Führer s'appuie de plus en plus sur les chefs SS, exaspérant ainsi les relations déjà difficiles entre la Waffen-SS et la Wehrmacht.
Après le succès de la percée américaine et l'échec de la contre-offensive allemande Lüttich, Montgomery, rétrogradé commandant du 21e groupe d'armées britannique et promu Field Marshal (maréchal), mais gardant la coordination des deux groupes d'armées américain et britannique, planifie sa propre percée à l'est du front, mais en direction du sud et non de l'est, avec les troupes canadiennes et la 1re division blindée polonaise du general brygady (général de brigade) Stanislaw Maczek (débarquée le 1er août) lors de l'opération Totalize (7 août).
Bradley délaisse en partie la Bretagne et ses ports pour retourner ses troupes américaines avec la 2e DB française du général de division Leclerc (débarquée le 1er août) face à l'est, pour initier l'encerclement des forces allemandes dans le « chaudron » de Falaise (12 au 21 août).

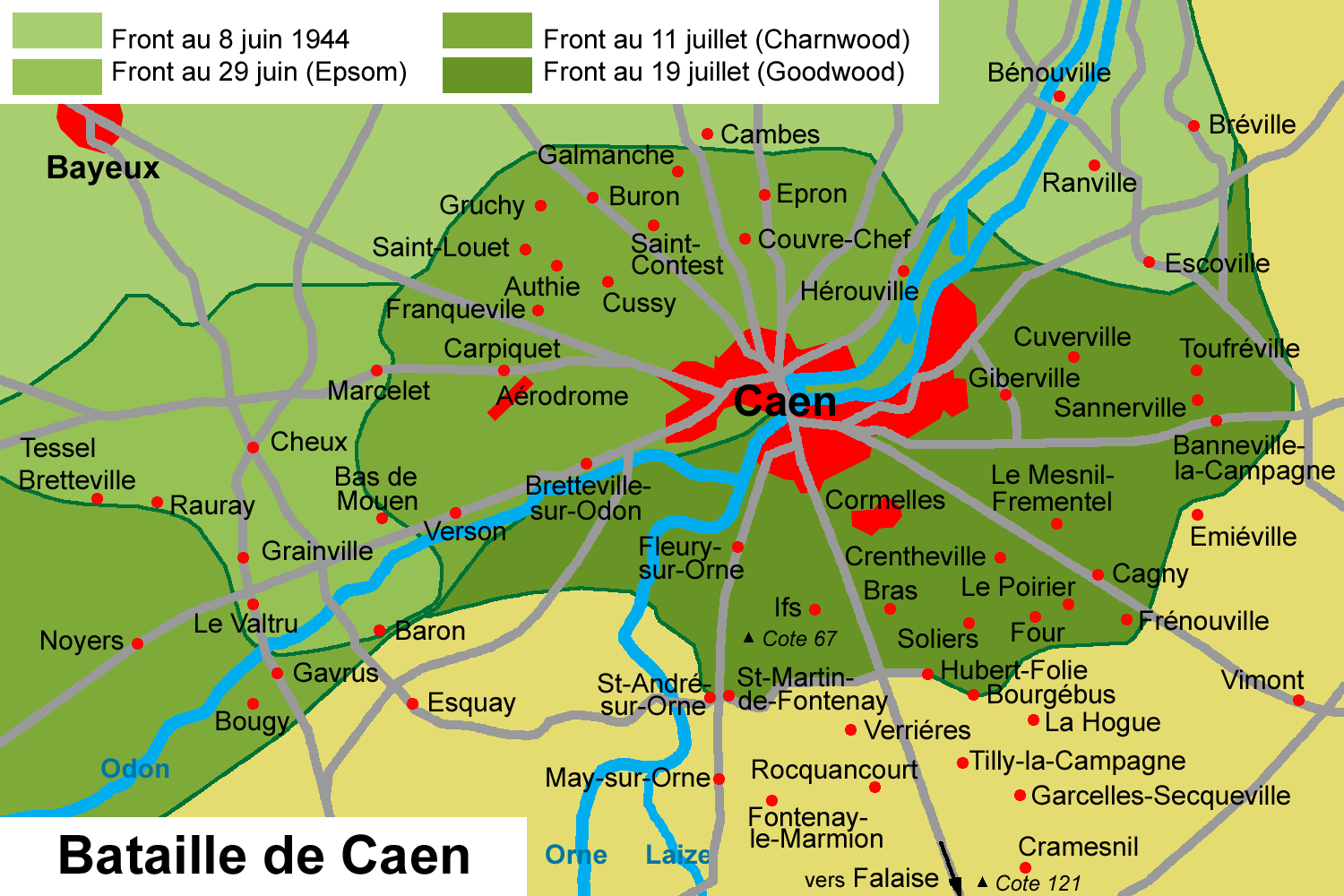
Évolution du front autour de Caen.

## Historiographie

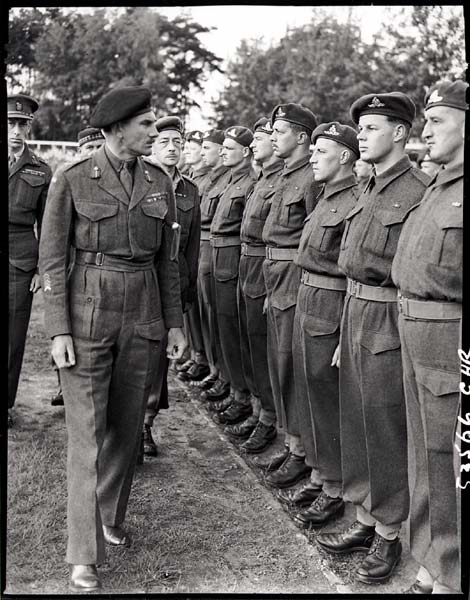
Lieutenant-general Guy Simonds passant ses troupes en revue en Angleterre.

Les diverses opérations lancées par le general (général d'armée) Montgomery sur Caen et au sud de Caen sont toujours sujettes à polémique. Déjà en juin et juillet 1944, l’Air Chief Marshall (maréchal) Trafford Leigh-Mallory, commandant en chef des forces aériennes et surtout l’Air Chief Marshal (maréchal) Arthur Tedder, adjoint direct du general (général d'armée) Dwight David Eisenhower, reprochent à Montgomery la faiblesse des gains territoriaux de la plaine de Caen, rendant difficile l'installation de pistes d'aviation,. De plus, l'action du lieutenant-general (général de corps d'armée) Simonds est fortement soumise à critiques par le commandement supérieur canadien qui voit dans l'opération Spring une action devant ouvrir la route de Falaise, alors que Simonds a toujours déclaré voir cette opération comme une action de fixation d'un maximum de forces allemandes pour favoriser l'opération Cobra. C'est ainsi, en tout cas, qu'il a interprété les ordres de Montgomery.
L’action des troupes canadiennes qui participent à la prise de Caen et à l'opération Spring n’échappe pas non plus à la critique. En particulier, on reproche à ces troupes un manque de combativité. Les premiers ouvrages sont ceux de C. P. Stacey, historien officiel des troupes canadiennes en Normandie, qui fait état d'un manque de préparation des troupes canadiennes, qui montent au front insuffisamment aguerries : « Le manque d'expérience au combat exerça sans doute, en fin de compte, son effet au sein des formations canadiennes. Elles se tirèrent assez bien d'affaire, mais elles s'en seraient tirées beaucoup mieux si elles n'avaient dû apprendre leur métier à mesure qu'elles combattaient. […] Il n'est pas difficile de signaler certaines occasions au cours de la campagne de Normandie où des formations canadiennes n'exploitèrent pas au maximum leurs chances. » Quant à John A. English (en) dans The Canadian Army and the Normandy Campaign: A Study of Failure in High Command publié en 1991, il fait reposer le poids des échecs sur le commandement canadien et principalement sur le général Simonds.

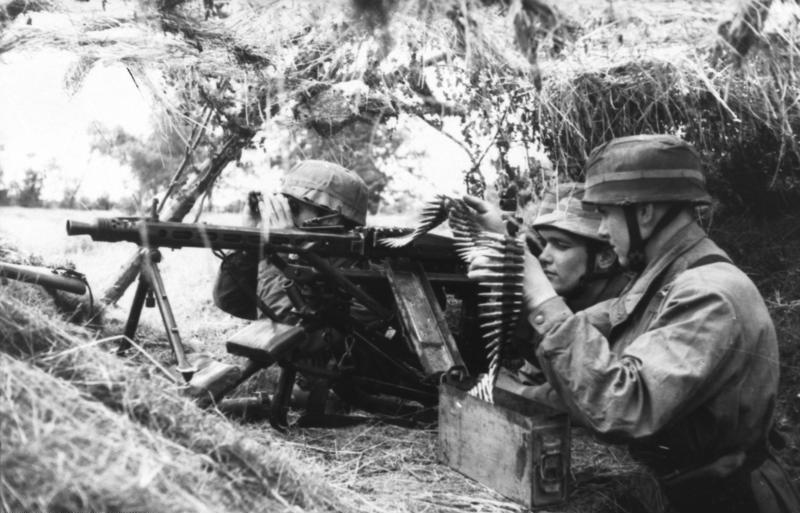
Soldats allemands servant une MG-42 (Maschinengewehr 42).

Depuis le début des années 1990, l'analyse de la situation des troupes canadiennes se renverse. Pour les plus récents ouvrages au sujet des Canadiens en Normandie, il faut faire appel à Gregory Liedtke, historien militaire spécialisé dans l’étude de l’armée allemande de 1933 à 1945 et de la guerre russo-allemande de 1941 à 1945, et qui éclaire d'un jour nouveau la bataille de Normandie. Liedtke s'appuie sur les analyses plus réalistes de Terry Copp (en) (2003) et Ken Tout (2000). Il est intéressant de noter, dit-il, que Ken Tout va jusqu’à affirmer que « c’est nul autre que C. P. Stacey, l’historien officiel, qui a planté le couteau dans la plaie et l’a tourné. Les autres se sont rangés en file derrière Brutus, armés de couteaux encore plus aiguisés. » Le lieutenant-colonel de réserve, universitaire et historien, Roman Johann Jarymowycz (en), avait déjà ouvert la voie de la réhabilitation des capacités de combat et de résistance des forces allemandes en Normandie et par là même la mise en lumière des énormes efforts fournis par les troupes alliées dans la bataille des haies ou la prise de Caen. Les unités combattantes forment alors environ 50 % de l'armée allemande contre 38 % pour les armées alliées ; dans les divisions opérationnelles, la différence est plus importante, 44 % contre 20 %. En fait, les troupes allemandes sont deux fois plus efficaces sur le champ de bataille que les troupes alliées. Sur le plan matériel, les MG-maschinen gewehr (mitrailleuses allemandes) ont une cadence de tir deux fois plus élevée que les Bren et les Vickers, les chars Tigre et Panther sont supérieurs aux Sherman, Churchill et Cromwell. Une étude du colonel Trevor Dupuy évalue « qu'en toutes circonstances, le fantassin allemand fait régulièrement 50 % de victimes de plus que son homologue britannique ou américain ». La supériorité alliée tient à sa maîtrise de l'air et à ses capacités d'approvisionnement logistique. Mais à partir du 1er juillet, Montgomery est soumis à une contrainte draconienne en ce qui concerne les renforts humains. Désormais, deux pertes ne sont remplacées que par un homme. Heureusement pour les Alliés, ils se battent à 25 divisions contre 18 (certainement pas plus de 14 en ce qui concerne les effectifs). Jarymowycz donne une bonne analyse de l'opération Spring dans une étude de 1993 qui sert aussi de base aux travaux de Gregory Liedtke.
La théorie actuelle et toutes ces études récentes réhabilitent un peu Montgomery, et surtout le mordant et la bravoure des troupes anglo-canadiennes, en mettant en avant la vaillance et le fanatisme des troupes de la VIIe armée allemande. Les diverses batailles autour de Caen en font un pivot qui fixe les troupes allemandes et freine l'envoi de renforts à l'ouest, permettant ainsi de faire la percée décisive, un des principaux objectifs de la bataille de Normandie.

## Forces en présence

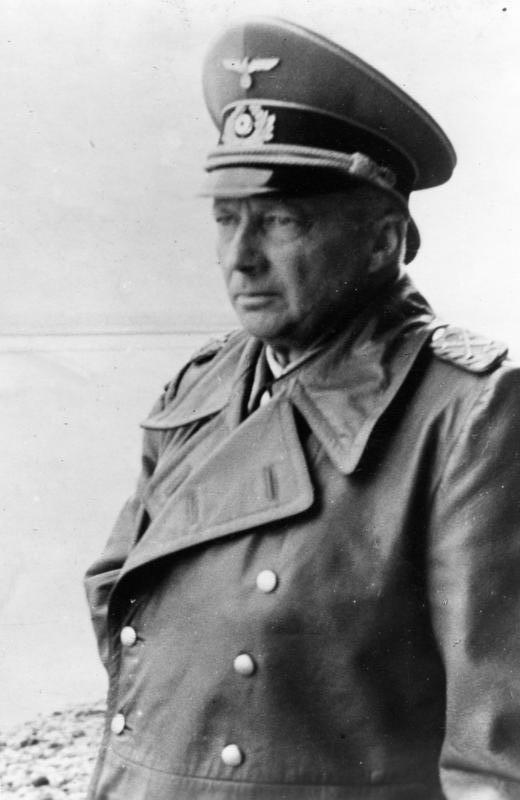
Hans Günther von Kluge.

C'est le general (général d'armée) Harry Crerar, commandant de la 1re armée canadienne, qui est responsable de la partie est du front. Le lieutenant-general (général de corps d'armée) John Crocker et le 1er Corps britannique tiennent le flanc est, relativement stable depuis la nuit du 5 au 6 juin. Le front centre-est est sous la responsabilité du lieutenant-general (général de corps d'armée) Miles Dempsey, commandant de la 2e armée britannique. Le sud de Caen, très sollicité, est le champ d'action du 2e Corps canadien du lieutenant-general Guy Simonds. La 1re armée canadienne et la 2e armée britannique sont sous la responsabilité directe du general (général d'armée) Montgomery.
Face aux forces alliées, les Allemands ont réorganisé leurs troupes. Depuis le 2 juillet, le generalfeldmarschall (maréchal) Hans G. von Kluge remplace le generalfeldmarschall Gerd von Rundstedt, relevé de ses fonctions de chef d'état-major du front Ouest pour avoir à la question du generalfeldmarschall Wilhelm Keitel de l'OKW « Que faut-il faire ? » répondu « La paix ». Il remplace également le generalfeldmarschall Rommel à la tête du Groupe d'armée B depuis le 17 juillet, date de ses blessures lors d'une attaque aérienne de sa voiture. La VIIe armée allemande est sous les ordres du SS-obergruppenführer (général d'armée-SS) Paul Hausser, mais les troupes blindées représentant la 5e groupe Panzer ouest sont sous les ordres du general der Panzertruppe (général d'armée) Heinrich Eberbach relevant directement de Hitler en vertu d'un principe de centralisation dû à sa méfiance, comme d'ailleurs l'aviation relève directement du Reichsmarschall (maréchal du Reich) Göring et la marine de l'oberbefehlshaber (amiral) Dönitz. Ils présentent sur le flanc le 86e Corps allemand face au 1er Corps britannique, au sud de Caen le 1er SS-Panzerkorps face au 2e Corps canadien et le 2e SS-Panzerkorps et le XLVII. Panzerkorps face à la 2e armée britannique.
L'opération Spring ne concerne que le 2e Corps canadien et le 1er SS-Panzerkorps.

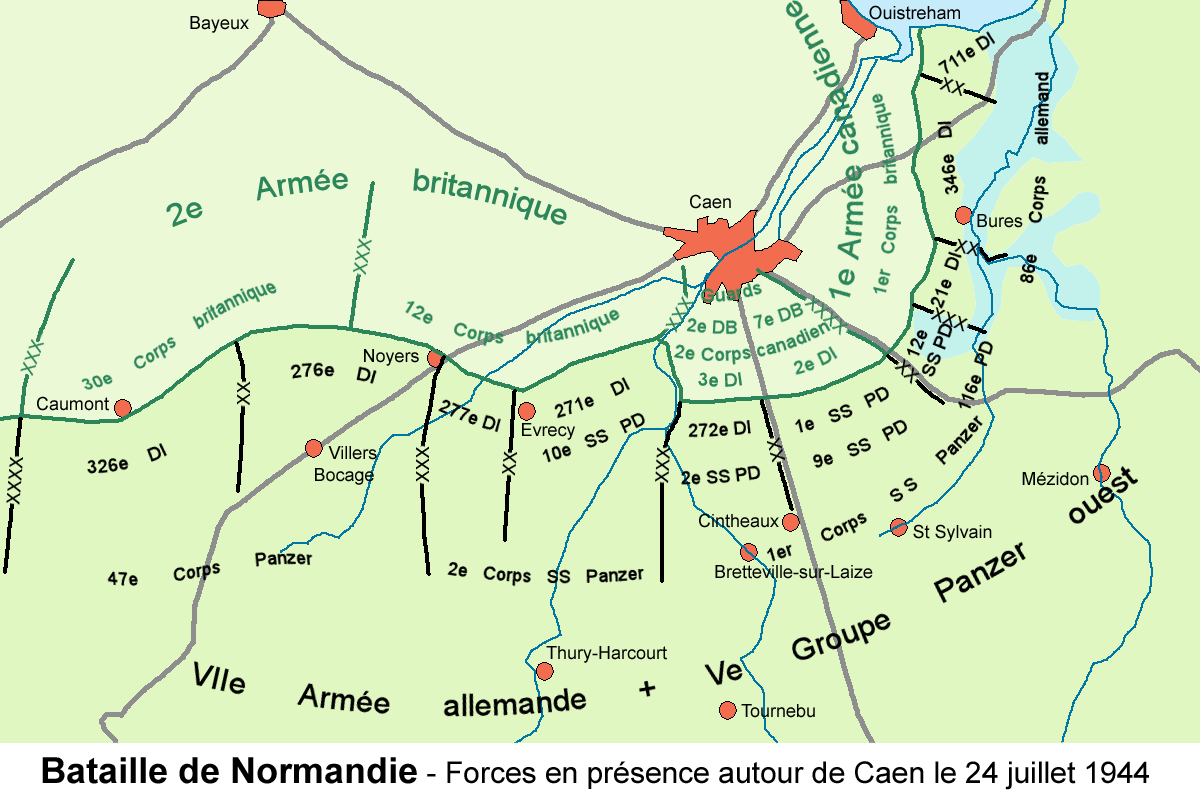
Lignes de partage entre :
--××××-- armées,
--×××-- corps d'armée,
--××-- divisions (cf. unités militaires).

### Forces canadiennes

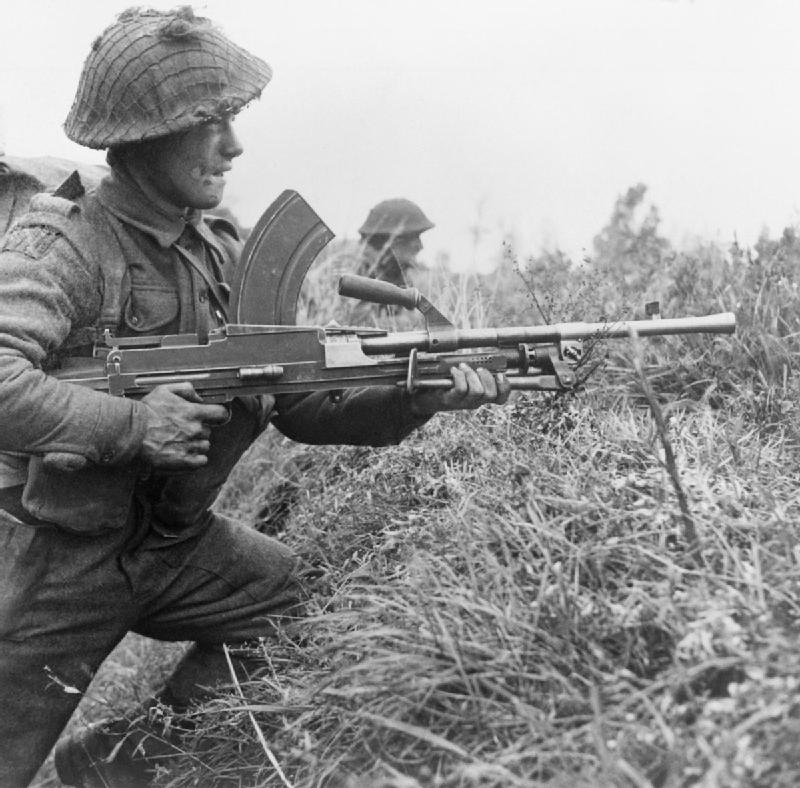
Unité de support du Royal Scots, équipée d'un fusil-mitrailleur BREN.

À l'ouest de la route de Caen à Falaise, entre cette route et l'Orne, le front d'environ 4 km est tenu par la 2e division d'infanterie canadienne sous les ordres du major-general (général de division) Charles Foulkes. Ces troupes récemment débarquées sur le théâtre d'opération n'ont pas vraiment l'expérience du combat. À l'est, entre la route de Caen à Falaise et la route de Caen à Mézidon-Canon, le front d'environ 7 km est tenu par la 3e division d'infanterie sous les ordres du major-general Rodney Keller. Ces troupes sont particulièrement aguerries puisqu'elles combattent depuis le jour J. En arrière de la 2e division, la 2e brigade blindée canadienne du brigadier (général de brigade) R. A. Wyman. Derrière la 3e division, la 7e division blindée britannique, les fameux « Rats du Désert » du major-general Gerald L. Verney détachée du 1er Corps britannique du lieutenant-general (général de corps d'armée) Crocker. En réserve dans les faubourgs sud de Caen près d'Ifs, la division blindée des Guards britanniques commandée par le major-general Allan H.S. Adair. Ces troupes blindées ont toutes une sérieuse expérience du combat de chars acquise lors de la guerre du désert ou la campagne d'Italie.
C'est donc au lieutenant-general (général de corps d'armée) Simonds et à son 2e Corps canadien que le general (général d'armée) Montgomery donne l'honneur d'ouvrir la route de Falaise. Compte tenu des précédentes montées au front, Simonds mobilise pour la 2e division d'infanterie : le Royal Regiment of Canada et le Royal Hamilton Light Infantry de la 4e brigade, le Black Watch, le régiment de Maisonneuve et le Calgary Highlanders pour la 5e Brigade, le Queen's Own Cameron Highlanders of Canada pour la 6e brigade. Pour la 3e division d'infanterie : le North Nova Scotia Highlanders et le Stormont, Dundas and Glengarry Highlanders de la 9e brigade. Cela représente presque une division avec un total de 8 bataillons comprenant environ 4 000 hommes et gradés. En appui, il mobilise 3 bataillons de blindés : le 1er et 5e Royal Tank regiment de la 7e division blindée 22e brigade (détachée du 1er Corps britannique de la 1re armée canadienne) et le squadron B du Fort Garry Horse et les squadrons B et C des 1st Hussars de la 2e brigade blindée canadienne, représentant au total 61 chars et 11 blindés légers. La division blindée des Guards est tenue en réserve pour exploiter les opportunités. Les autres brigades peuvent intervenir en soutien si besoin. Simonds dispose aussi de l'appui feu indirect de l'artillerie divisionnaire de campagne et de l'artillerie royale du groupe d'armée.

### Forces allemandes

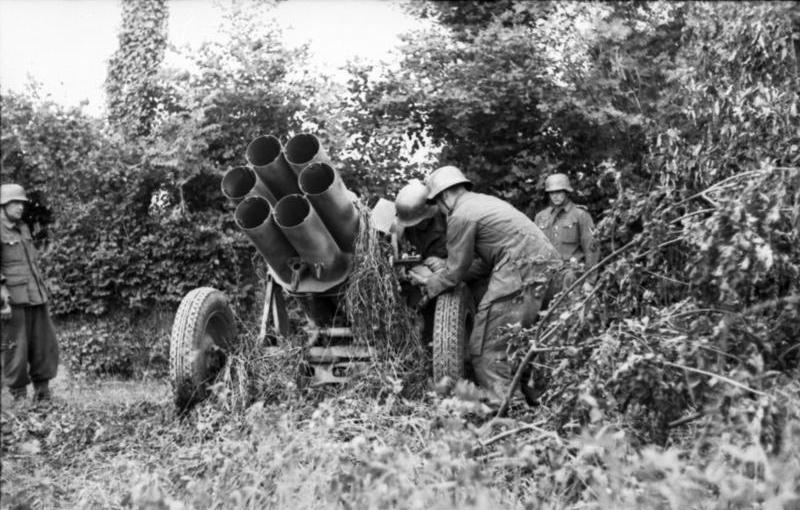
Lance-roquettes Nebelwerfer.

Pour faire face aux forces britanniques, le SS-oberstgruppenführer (général de groupe d'armée SS) Sepp Dietrich, commandant le 1er SS-Panzerkorps, est responsable du front au sud de Caen, de l'Orne à la route de Caen à Mézidon-Canon, sur une longueur d'environ 15 km.
À l'ouest, entre l'Orne et la route de Caen à Falaise, la 272e division d'infanterie aux ordres du generalleutnant (général de corps d'armée) Friedrich-Auguste Schack occupe un front d'environ 4 km. La 272e est une des trois « divisions 270 » levées à la fin de 1943 et envoyées en formation en France, elle est remontée après le débarquement de Normandie de la région de Perpignan. Les « 270 » sont globalement constituées de vétérans allemands et d'enrôlés russes et polonais (les Osten Truppen). La 272e a affronté le feu lors de l'opération Atlantic du 18 au 23 juillet. Elle présente toujours ses trois régiments de grenadiers, un bataillon de fusiliers et un bataillon de chasseurs de chars équipé d'anti-chars propulsés de 75 mm. Son artillerie est encore intacte,.
Au centre, de la route de Caen à Falaise à la route de Caen à Mézidon-Canon, la 1re Panzerdivision SS Leibstandarte Adolf Hitler aux ordres du SS-Brigadeführer (général de division SS) Theodor Wisch, sur un front d'environ 7 km. La Leibstandarte Adolf Hitler est la meilleure division Panzer, elle s'est illustrée en Pologne en 1939, en France en 1940, en Grèce en 1941 et en Russie en 1942 et 43. Elle arrive de Belgique où elle était en reconstitution. Elle présente deux bataillons de chars de bataille, un de chars Panthers, l'autre de chars Mark IVs, et de six bataillons d'infanterie montés avec des transporteurs de troupe semi-blindés dont un bataillon de Sturmgeschutz III et un de Panzerjäger avec une compagnie équipée de Jagdpanzer IV particulièrement meurtriers. La 1re SS Panzerdivision est renforcée d'un bataillon indépendant de Tigres le 101e SS Panzer. La 272e division et la 1re SS Panzerdivision sont les deux forces qui reçoivent le choc de l'opération Spring. Elles sont soutenues par l'artillerie du 1er SS Panzerkorps qui vient d'être renforcée par la 8e brigade Werfer,.

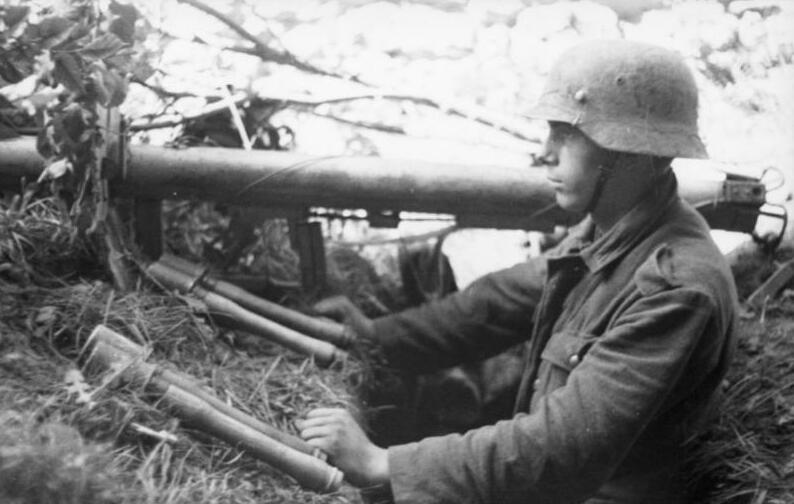
Troupe allemande au combat.

À l'est de la route de Caen à Mézidon-Canon, la 12e Panzerdivision SS Hitlerjugend aux ordres du SS-oberführer (général de brigade SS) Kurt Meyer se trouve  sur un front d'environ 4 km. Sur les hauteurs de la rive ouest de l'Orne la 10e Panzerdivision SS Frundsberg du SS-Gruppenführer (général de corps d'armée SS) Heinz Harmel,.
En réserve, en arrière de la 272e division d'infanterie, le long de la vallée de la Laize, se trouve la 2e Panzerdivision du generalleutnant Heinrich Freiherr von Lüttwitz. Sur les arrières de la 1re SS Panzerdivision se réserve la 9e Panzerdivision SS Hohenstaufen du SS-Brigadeführer Sylvester Stadler, et la 116e Panzerdivision du general (général d’armée) Gerhard von Schwerin est en réserve de la 12e SS Panzerdivision, récemment arrivée sur le théâtre d'opération et sous le contrôle du commandement suprême (l'OKW),.

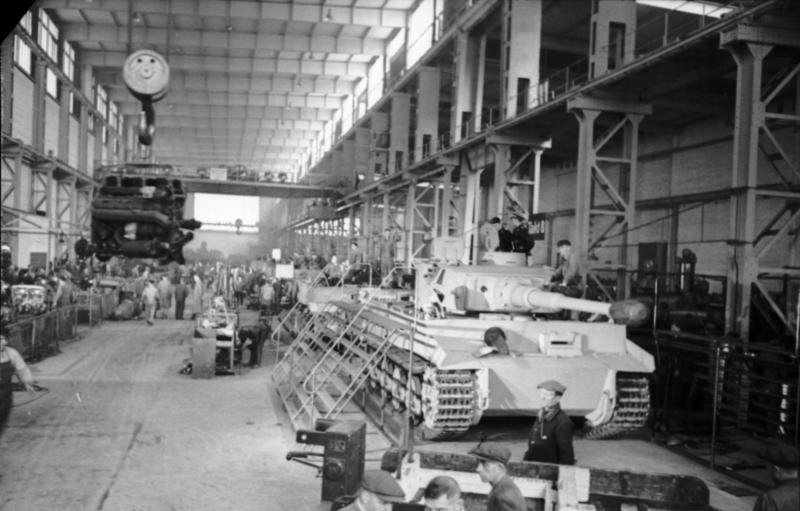
Chaine de montage de char Tigre en 1944.

Les forces blindées opérationnelles sont encore importantes. En mai-juin-juillet 1944, la Wehrmacht réceptionne des chaînes de fabrication 2 315 chars alors qu'elle n'en perd que 1 730, mais les difficultés viennent des problèmes d'acheminement : du 6 juin au 23 juillet, le groupe d'armée B ne touche que deux douzaines de chars pour une perte de 3/400, mais surtout 10 078 hommes pour 116 863 pertes. En fait, sur une force théorique de 80 à 88 blindés par division, il reste 79 chars et 32 canons d'assaut pour la 1re SS Panzerdivision, 58 chars pour la 12e SS Panzerdivision, 20 chars et 11 canons pour la 10e SS Panzerdivision, 60 chars et 15 canons pour la 2e Panzerdivision, 44 chars et 14 canons pour la 9e SS Panzerdivision et 63 chars et 25 canons pour la 116e Panzerdivision. Soit en première ligne 157 chars et 43 canons d'assaut, et 167 chars et 54 canons d'assaut en réserve. Dans la région de Bourguébus, l'artillerie de campagne allemande dispose encore à mi-juillet de près de 300 canons et 272 lance-roquettes Nebelwerfer à 6 tubes.

## Déroulement de l'opérationSpring

### Contexte

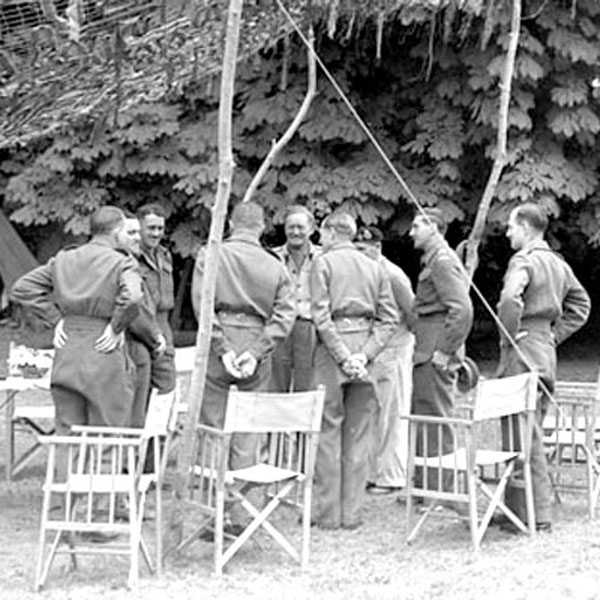
Réunion au QG du 2e Corps canadien en Normandie, le 20 juillet 1944. (Montgomery (3e à droite) conférant avec Simonds (2e à droite) Photo Lt. Donald I. Grant).

L'opération Atlantic permet aux troupes canadiennes d'avancer d'environ 10 km au sud de Caen jusqu'aux villages de Saint-André-sur-Orne et Saint-Martin-de-Fontenay. Les troupes britanniques égalisent le front en progressant de 11 km à l'est de Caen en prenant Bourguébus, en laissant une avancée allemande à l'ouest de Caen entre Orne et Odon, lors de l'opération Goodwood. Mais ni Atlantic ni Goodwood ne peuvent ouvrir la route de Falaise. Elles se sont enlisées avec le mauvais temps (au sens propre comme au sens figuré) et le front se stabilise le 20 juillet.
Pour la partie du front qui concerne l'opération Spring, le 2e Corps canadien s'appuie à l'ouest sur l'Orne, est arrêté au nord de Saint-André-sur-Orne, Saint-Martin-de-Fontenay et de la ferme de Troteval. Il tient les villages de Hubert-Folie, Bourguébus et Frénouville.
Le 1er SS Panzerkorps, 1 km plus au sud, s'est réorganisé sur un front appuyé à l'ouest sur l'Orne et les hauteurs entre Orne et Odon, tenue par le 2e SS Panzerkorps. Il occupe les villages de May-sur-Orne à la confluence de l'Orne et du Laizon, Verrières et Tilly-la-Campagne sur une crête contrôlant de part et d'autre la route de Caen à Falaise, et à l'est La Hogue et Bellengreville. Il possède aussi des éléments avancés aux villages de Saint-André-sur-Orne, Saint-Martin-de-Fontenay et de la ferme de Troteval. Les Allemands ont eu le temps de la bataille de Caen pour organiser cette ligne de défense. Le Black Watch en fait l'amère expérience quand il est pris à revers par des éléments de la 272e division d'infanterie qui sont enterrés dans des tunnels de mine, débouchant au lieu-dit « La Fabrique » et circulant ainsi à l'abri des troupes canadiennes.
Devant les Canadiens, la constitution du terrain est faite de champs ouverts couverts de céréales par endroits mais la configuration du terrain est plus complexe. À l'ouest, la vallée de l'Orne, ouverte sur sa rive est, est surmontée de hauteurs sur sa rive ouest. Au centre la route de Caen à Falaise escalade de 25 mètres la crête de Verrières-Tilly-Secqueville avec une forêt à l'ouest de Garcelles-Secqueville. À l'est s'étendent une forêt entre La Hogue et Secqueville et la plaine de Bellengreville avec les marais du Sémillon. À l'arrière des Canadiens se trouve la plaine de Caen, avec à l'ouest la cote 67 prise de haute lutte pendant l'opération Atlantic.
La mauvaise météo qui a mis fin aux opérations Atlantic et Goodwood le 20 juillet par manque d'appui aérien est en passe d'amélioration, et les Alliés n'attendent qu'une éclaircie pour lancer l'opération Cobra.

### Planification
Depuis le 21 juillet, le lieutenant-general (général de corps d'armée) Simonds travaille sur l'offensive vers l'est, quand Montgomery lui demande de planifier dans l'urgence l'opération Spring. Elle doit pouvoir être lancée au plus tôt, pour contrebalancer l'opération Cobra qui est prévue initialement pour le 20 juillet mais retardée jusqu'au 24 pour cause de mauvais temps.

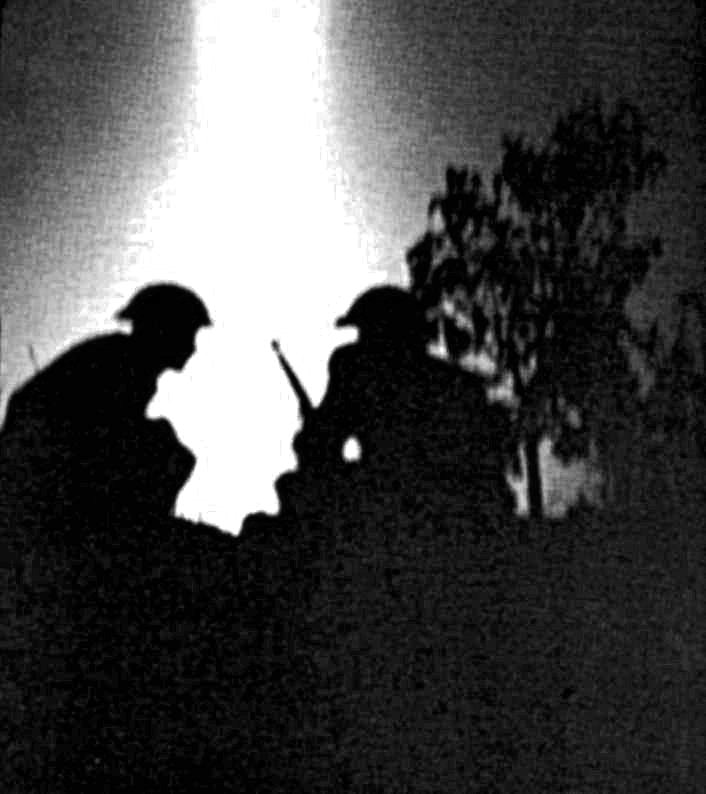
Le « clair de lune » artificiel de Spring.

Simonds prévoit l'opération en trois phases, :
1. la prise de la ligne de front allemande May-Verrières-Tilly, avec la ligne de crête Verrières-Tilly, en première partie de la nuit ;
2. l'ouverture du front par la prise de Fontenay-le-Marmion, Rocquancourt et Garcelles-Secqueville en deuxième partie de la nuit ;
3. En cas de succès, idéalement au lever du jour, l'exploitation par la prise des hauteurs de Cintheaux et de l'éperon de Cramesnil.

Si l'opération aboutit à l'écroulement des forces allemandes et avec l'engagement des régiments de reconnaissance, il envisage des véhicules blindés sur la rivière du Laizon à la tombée du jour et pourquoi pas ensuite Falaise.
En préalable, le Queen's Own Cameron Highlanders of Canada doit s'assurer de Saint-André-sur-Orne et Saint-Martin-de-Fontenay pour dégager la ligne de départ des bataillons qui le suivent.
Le Calgary Highlanders doit prendre May-sur-Orne, suivi par le Black Watch avec Fontenay-le-Marmion pour objectif après s'être assuré l'ouest de la crête. Leurs actions sont appuyées par les chars du squadron B des 1st Hussars.
Le Royal Hamilton Light Infantry prend en charge le village de Verrières en haut de la crête avec l'appui des chars du 1re Royal Tank regiment. Il est suivi par le Royal Regiment of Canada qui a pour objectif Rocquancourt avec l'appui des chars du squadron C des 1st Hussars.
Tilly-la-Campagne est l'objectif assigné au North Nova Scotia Highlanders avec l'appui des chars du squadron B du Fort Garry Horse. Suit le Stormont, Dundas and Glengarry Highlanders avec Garcelles-Secqueville pour objectif.

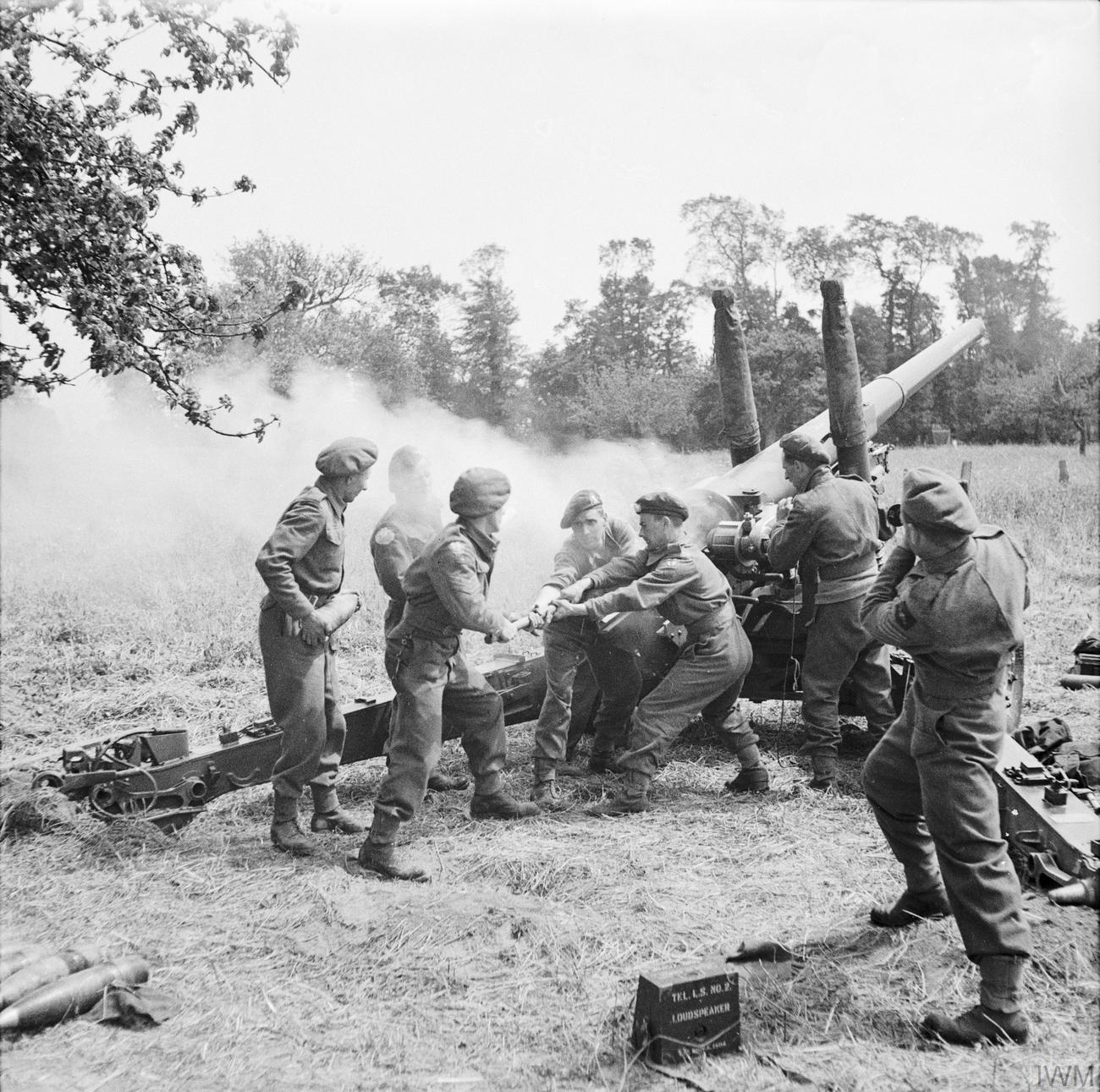
Artillerie royale au sud de Caen été 1944.

Simonds mobilise également l'artillerie de campagne qui doit soutenir à heure précise l'avancée de l'infanterie et éclairer les lieux de combat au fumigène pour permettre l'intervention de l'appui aérien. Cet appui d'artillerie est confié au 3e groupe d'artillerie canadien, aux régiments de campagne des deux divisions canadiennes et au 19e régiment de campagne de l'Artillerie royale canadienne ainsi qu’au 25e régiment de campagne et aux 3e et 8e groupe de l'Artillerie royale anglaise.
L’appui aérien doit s'attaquer à la forêt à l'est de Garcelles dès le 24 juillet à 21 h 20. Ce bombardement consiste, au moins en partie, de bombes à retardement réglées pour exploser à 6 h 30 le lendemain matin. Un nouveau bombardement doit avoir lieu le matin du 25 à 7 h 30. La Royal Air Force doit faire également de la « reconnaissance armée », c'est-à-dire pilonner tout mouvement des forces ennemies, dès que la visibilité est suffisante au-dessus du champ de bataille.
Simonds prévoit le déclenchement de l'opération de nuit par des combats en milieu urbain à 3 h 30. Si la lune est couverte par un ciel nuageux, il prévoit d'éclairer les nuages bas avec des projecteurs anti-aériens pour baigner le champ de bataille dans un faux clair de lune. La préparation (entre autres le dégagement de la ligne de départ) se fait sans discrétion particulière puisque l'objectif stratégique est de fixer le maximum de chars allemands à l'est. L'opération devant avoir lieu quelles que soient les conditions météo.

### Actions préparatoires

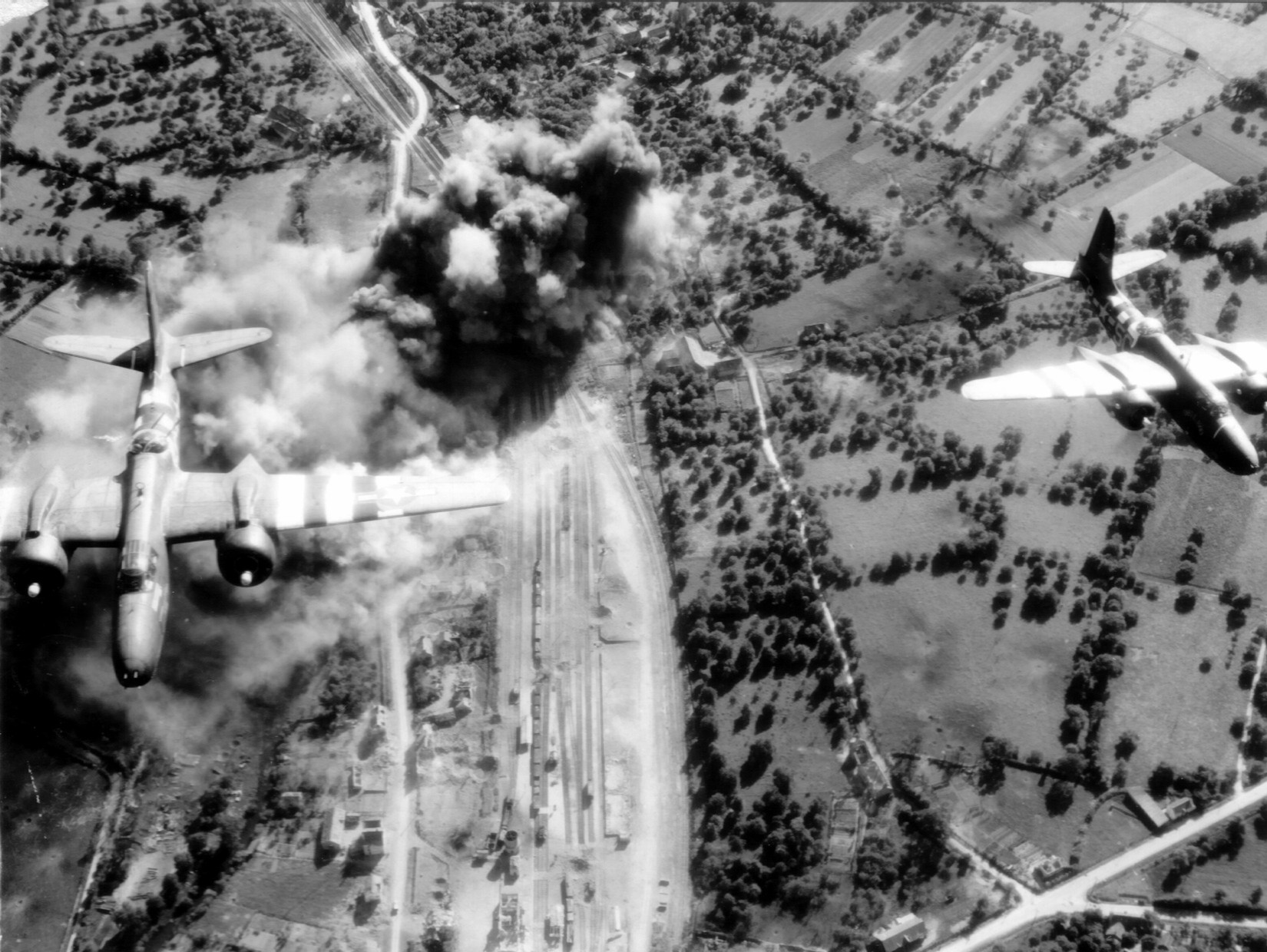
Boston A-20 en opération de bombardement en Normandie.

L’opération Spring commence donc par l’attaque aérienne de 21 h 20 sur la forêt à l'est de Garcelles. Elle est de peu de résultats à cause d'intenses tirs de DCA, à peine un avion sur quatre trouvent l’objectif,. Au même moment sont lancées les deux opérations préparatoires pour dégager la ligne de départ. Une autre attaque aérienne a lieu à 6 h 12 et à 8 h 30 sur la forêt proche de la Hogue avec 46 Mitchell et 28 Boston. Des incendies et des explosions indiquent que des objectifs sont atteints.

#### Ferme de Troteval
Une compagnie des Fusiliers Mont-Royal prend d'assaut avec succès la ferme Troteval, soutenue par un feu d'artillerie et de mortiers lourds et appuyée par des chars des Sherbrooke Fusiliers. Mais la prise de Saint-André-sur-Orne et Saint-Martin-de-Fontenay est plus difficile.

#### Bataille de Saint-André-sur-Orne et Saint-Martin-de-Fontenay

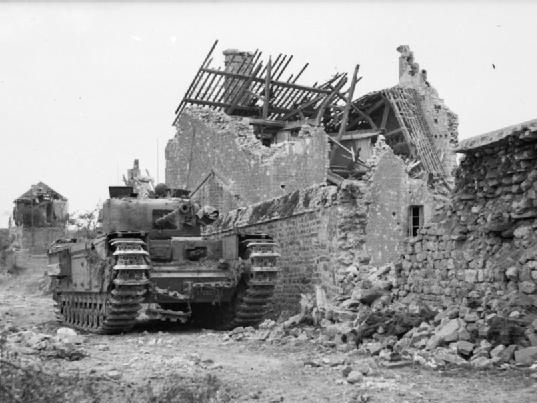
Char Churchill dans le village de Maltot, 26 juillet 1944.

La prise de ces deux villages, positions avancées de la 272e division d'infanterie allemande, est confiée au Queen's Own Cameron Highlanders of Canada, soutenu lui aussi par les chars du Sherbrooke Fusiliers[précision nécessaire]. Le Cameron Highlanders l’ignore encore mais il va se confronter à rude partie. En effet, la présence au sud de Saint-André-sur-Orne, au lieu-dit La Fabrique, d’un puits de mine creusé au centre d'un groupe de bâtiments et communiquant directement avec tout un réseau d'ouvrages souterrains, permet aux troupes allemandes de circuler sans danger d'un secteur à l'autre du front et de réoccuper des positions après en avoir été délogées,.
À 21 h 20 dans l’obscurité, les Camerons rencontrent toutes les difficultés à dégager la ligne de départ. Ils livrent des combats acharnés et confus parmi les bâtiments de Saint-André-sur-Orne et de Saint-Martin-de-Fontenay. De plus, le 2e SS-Panzerkorps tient la colline 112 et les autres positions élevées de la rive gauche de l’Orne ce qui lui permet de faire feu de flanc et d’arrière sur les deux villages en appui au 272e. Les projecteurs éclairent les nuages qui donnent un semblant de « clair de lune » au théâtre d'opération. Vers minuit, les Camerons annoncent la « prise partielle » de Saint-Martin-de-Fontenay et juste dans les temps, à 3 h 30, la prise de Saint-André-sur-Orne. Ils déclarent la ligne dégagée malgré la présence d’une vive résistance favorisée par le réseau souterrain de galeries de la mine de fer.

### Attaque alliée

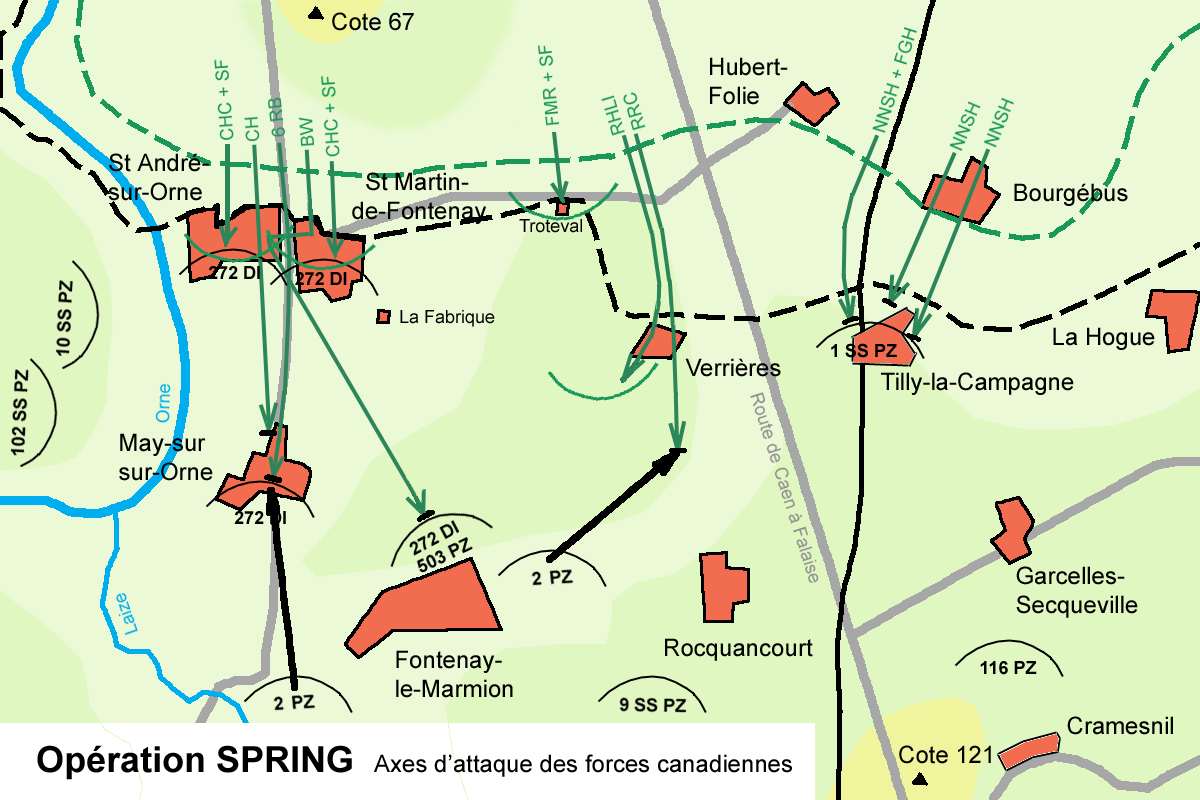
Déroulement de l'attaque des troupes alliées le 25 juillet 1944.
Légende :
BW : Black Watch of Canada
- CH : Calgary Highlanders
- CHC : Queen's Own Cameron Highlanders of Canada
- FGH : Fort Garry Horse
- FMR : Fusiliers Mont-Royal
- NNSH : North Nova Scotia Highlanders
- RHLI : Royal Hamilton Light Infantry
- RRC : Royal Regiment of Canada
- SF : Fusiliers de Sherbrooke
- 6RB : 1st Hussars
DI : Division d'infanterie allemand
- PZ : Division blindée allemande

#### Bataille de May-sur-Orne

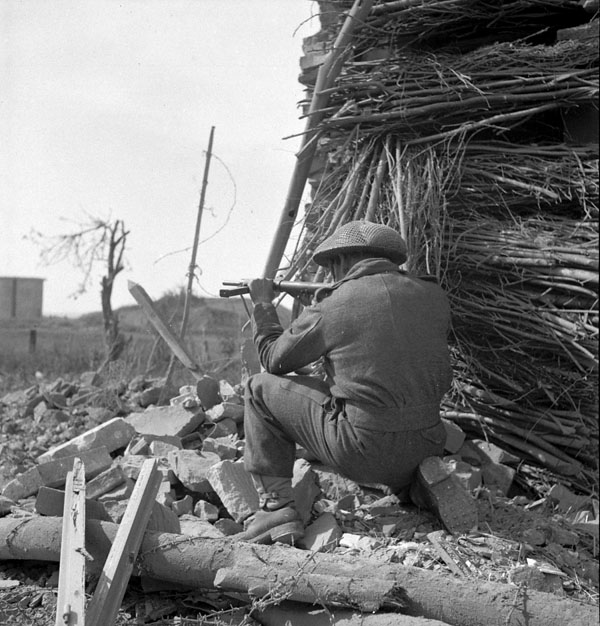
Fantassin canadien dans May-sur-Orne.

À 3 h 30, le Calgary Highlanders attaque à partir de Saint-André-sur-Orne avec pour objectif de s'emparer de May-sur-Orne. Il constate immédiatement que la ligne de départ n'est pas complètement dégagée et sa progression est retardée dès le début,.
En début de matinée, des éléments du bataillon atteignent les limites nord de May mais ils doivent reculer sur leur ligne de départ devant la contre-attaque de la 272e division d'infanterie du generalleutnant (général de corps d'armée) Schack. Le lieutenant-colonel D. G. MacLauchlan, commandant le Calgary Highlanders, est dans l'impossibilité de se faire une idée précise des actions de ses compagnies du fait de mauvaises communications radio, et laisse ses troupes à leurs initiatives.
Elles repartent en milieu de matinée de l'avant pour s'assurer le village de May, mais une fois de plus la résistance allemande les repousse aux environs de Saint-André, en infligeant au bataillon de lourdes pertes. L'échec du Calgary Highlanders laisse à découvert le flanc droit du Black Watch qui doit opérer en direction de Fontenay-le-Marmion. C'est pourquoi un escadron des 1st Hussars est envoyé en direction de May et, de là, soutenir le Black Watch par des tirs de flanc. Trois troops de chars entrent dans May avant que le Black Watch atteigne la crête, sans pouvoir lui apporter son appui car les troops sont violemment attaquées par des canons antichars et des chars Panther. Les chars de trois chefs de troop étant mis hors combat, les autres chars encore aptes au combat font repli. Au cours de la journée, tous les officiers de l'escadron sauf un seront portés sur la liste des pertes.

#### Bataille de Fontenay-le-Marmion

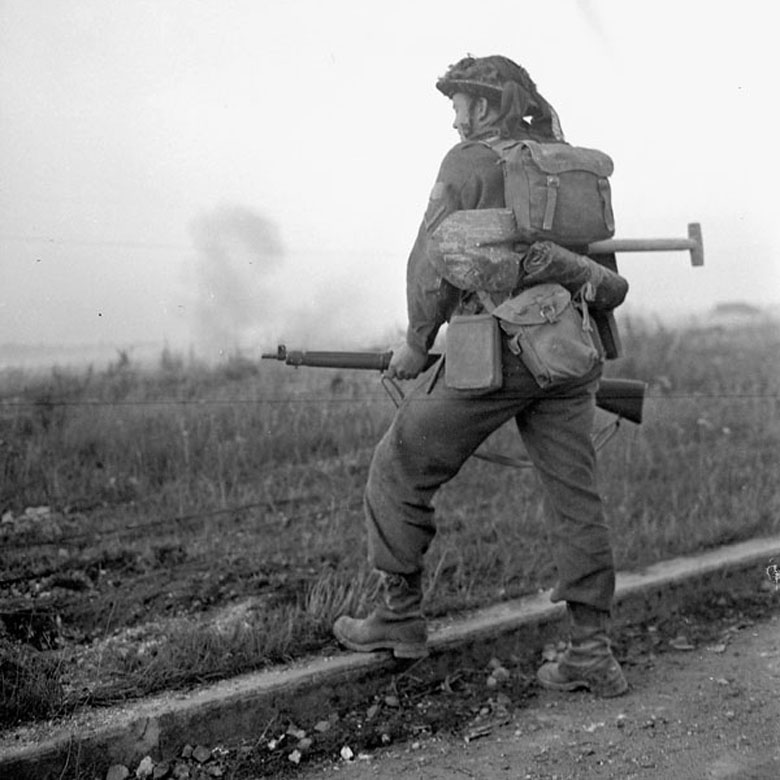
En attente de la fin du tir d'artillerie pour monter à l’assaut.

À 3 h 30, le Black Watch prend sa position de départ avancée à Saint-Martin-de-Fontenay. La traversée des lignes du Queen's Own Cameron Highlanders of Canada est particulièrement difficile du fait de la présence d'Allemands. Le Black Watch perd beaucoup de temps à les déloger dans l'obscurité. C'est au cours de l'action que le lieutenant-colonel S. S. T. Cantlie, commandant le Black Watch, est mortellement blessé par une rafale de mitrailleuse. Le commandement revient alors au major (commandant) F. P. Griffin,.
Tous ces retards ne permettent pas d'exécuter l'attaque selon l'horaire établi sous le couvert de l'artillerie à heures fixes. Griffin conduit son bataillon à Saint-André-sur-Orne que le Queen's Own Cameron Highlanders of Canada vient de déclarer clair. Il demande un nouveau plan d'appui coordonné avec l'artillerie et les chars et, en attendant, il envoie une reconnaissance à May-sur-Orne. La patrouille pénètre dans le village et déclare au Calgary Highlanders que la position est peu défendue par les Allemands. Plus tard, celui-ci constate lors de son attaque que les Allemands n'ont fait que retenir leur feu (voir ci-dessus).
Ayant déjà subi d'assez lourdes pertes, une compagnie n'est plus commandée que par un sergent. Le Black Watch reçoit à 6 h 47, du Brigadier (général de brigade) W. J. Megill à son QG, l'ordre d'aller de l'avant. Le major Griffin, lors d'un « groupe de commandement », obtient l'appui du 5e régiment de campagne de l'Artillerie royale canadienne et de l'escadron de chars des 1st Hussars (6e régiment blindé), qui seconde le bataillon.

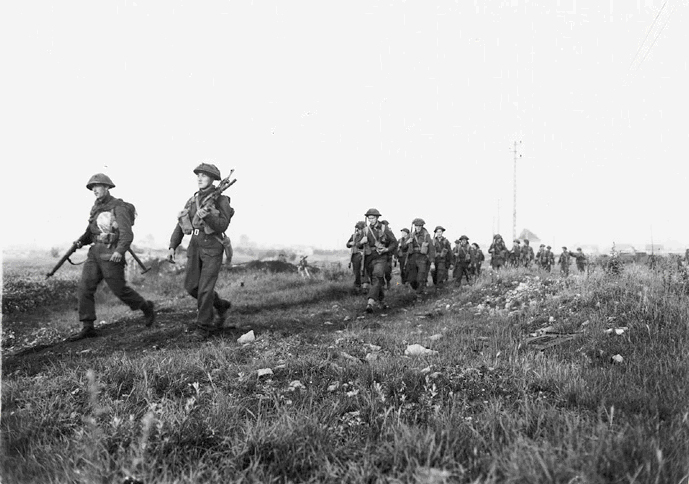
Une compagnie des Royal Winnipeg Rifles marche près d'Ifs au cours de l'opération Spring, le 25 juillet 1944. (Ken Bell, MDN.

À 9 h 30, le Black Watch part du sud de Saint-Martin, avance en terrain découvert à l'extrémité ouest de la crête, en direction de Fontenay-le-Marmion. Le bataillon est à peine en ordre de marche qu'il affronte déjà un feu intense et précis venant de toutes parts, en provenance de la 2e Panzerdivision du generalleutnant (général de corps d'armée) Heinrich Freiherr von Lüttwitz sur la crête de Verrières, de la 272e division d'infanterie aux ordres du generalleutnant Schack du village de May et des positions de la 10e Panzerdivision SS Frundsberg du SS-gruppenführer (général de corps d'armée SS) Heinz Harmel au-delà de l'Orne. Les pertes sont importantes mais le Black Watch continue d'avancer sans fléchir entraîné par le major Griffin. Sur les 325 hommes de tous grades, une soixantaine seulement atteignent le plateau qui forme le sommet de la crête. Ils se heurtent là à une position de la 272e d'infanterie bien camouflée, renforcée de chars enterrés de la 503e Panzerdivision. Ils sont cloués au sol par la puissance de feu de l'ennemi,.
Griffin est dans l'impossibilité de communiquer avec la 5e brigade d'infanterie, sa jeep radio étant détruite dès le début de l'attaque. Le brigadier Megill, commandant de la brigade, est dans l'incertitude quant au sort de l'unité. L'appui d'artillerie continue par salves, y compris d'obus fumigènes, dans l'espoir de protéger au mieux les hommes. Comme il n'est plus possible de progresser, Griffin ordonne à ses hommes de rebrousser chemin, chacun pour soi. Seuls quinze d'entre eux réussissent à regagner les lignes canadiennes. Quand les Alliés reprennent la position lors de l'opération Totalize, ils retrouvent le corps du major Griffin parmi ceux de ses hommes tombés sur la crête,.

#### Bataille de Verrières

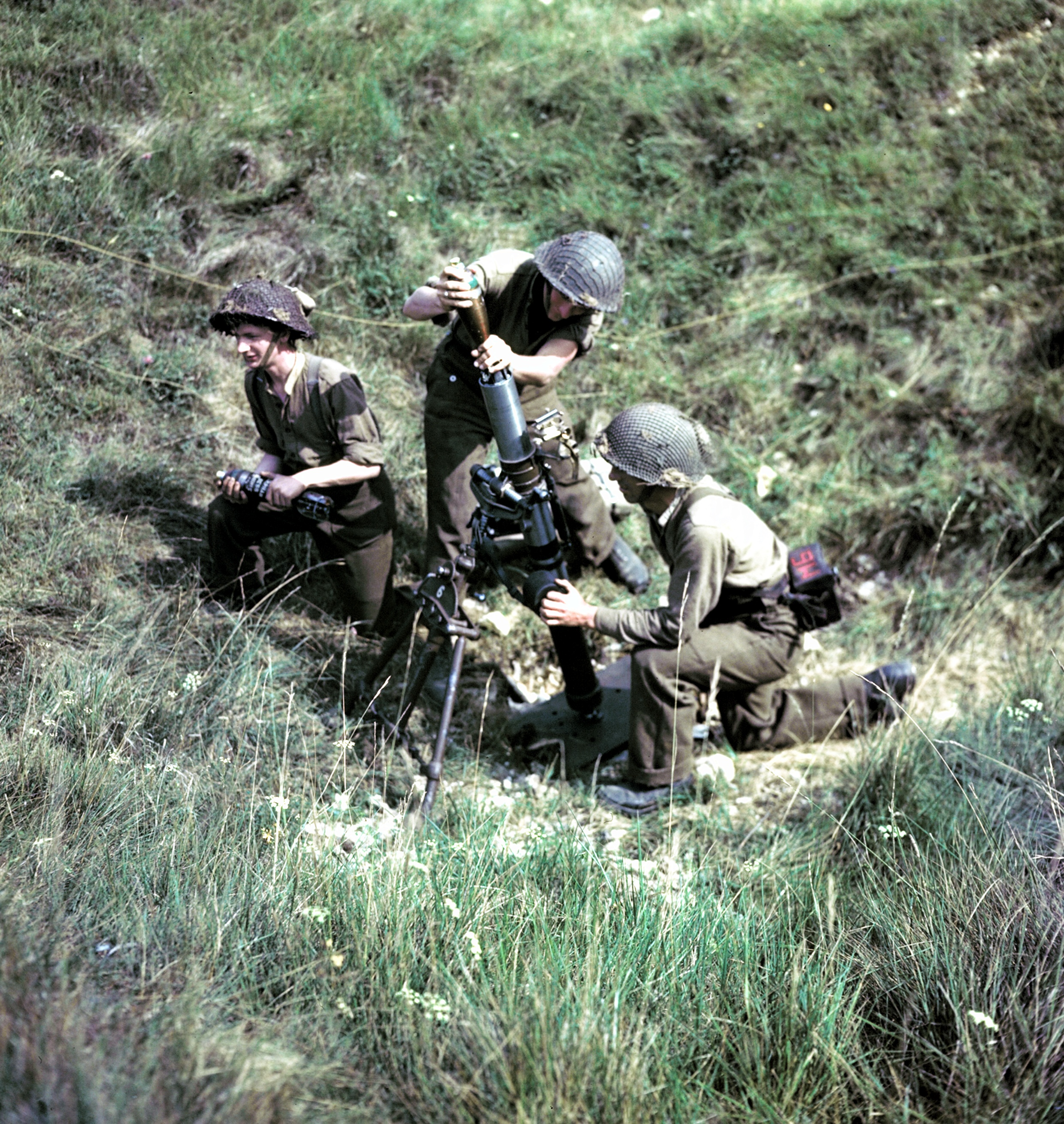
Appui de mortier canadien.

À 3 h 30, le Royal Hamilton Light Infantry du lieutenant-colonel J. M. Rockingham prend position à l'ouest de la route de Caen à Falaise avec pour objectif le village de Verrières. À la demande du commandant de bataillon, l'assaut est retardé d'une demi-heure pour lui permettre d'envoyer sa compagnie de réserve contre des chars allemands qui menacent l'extrémité ouest de sa ligne de départ, auparavant déclarée libre par les Fusiliers Mont-Royal.
À 4 h 10, le bataillon traverse la route de Saint-Martin-de-Fontenay à Hubert-Folie, sans les tirs de barrage de l'artillerie prévus pour 3 h 30. Les compagnies de pointe, en remontant la pente en direction de Verrières, essuient le feu nourri de mitrailleuses de chars de la 2e Panzerdivision du generalleutnant (général de corps d'armée) Heinrich Freiherr von Lüttwitz. Quatre de ces chars allemands sont détruits, depuis la ferme Troteval, par des obus de 17 livres d'un détachement du 2e régiment antichars de l'Artillerie royale canadienne. Les compagnies de flanc avancent avec cet appui et celui de l'artillerie de campagne pour seconder la compagnie du Royal Hamilton Light Infantry qui tient le village de Verrières. Ils repoussent une contre-attaque de chars ennemis au moyen de PIAT et, après de rudes combats, le bataillon se déclare maître de Verrières à 7 h 50,.
La journée se passe sans action notable quant à 18 h la 9e Panzerdivision SS Hohenstaufen déclenche une puissante contre-attaque contre Verrières, seul objectif atteint et tenu par les troupes canadiennes. Le Royal Hamilton Light Infantry tient héroïquement ses positions avec l'aide des chars et de l'aviation, au prix de 53 nouveaux tués et de nombreux blessés.

#### Bataille de Rocquancourt
À 9 h le Royal Regiment of Canada du lieutenant-colonel J. E. Ganong traverse à Verrières les lignes du Royal Hamilton Light Infantry et avec les chars de la 7e division blindée poussent vers leur objectif de Rocquancourt. Vers 9 h 30, les troupes canadiennes avancées d'environ 400 mètres au sud de Verrières sont prises sous un feu intense. Les chars britanniques du 1er Royal Tank Régiment sont arrêtés par des canons antichars établis au nord de Rocquancourt. La compagnie C du bataillon canadien signale la présence d'environ 30 chars allemands de la 2e Panzerdivision du generalleutnant (général de corps d'armée) Heinrich Freiherr von Lüttwitz enterrés sur la crête entre Fontenay et Rocquancourt et au nord-est de Rocquancourt. Elle s'engage mais est presque anéantie,.

#### Bataille de Tilly-la-Campagne

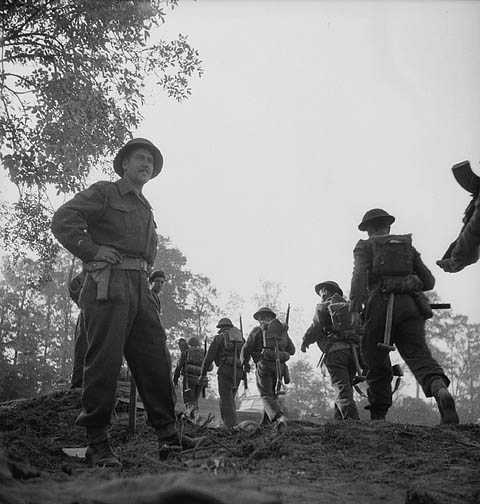
North Nova Scotia Highlanders montant en ligne.

L'objectif de Tilly-la-Campagne est confié, au départ de Bourguébus, au North Nova Scotia Highlanders sous les ordres du major (commandant) J. D. Learment. Pour affronter la 1re Panzerdivision SS Leibstandarte Adolf Hitler aux ordres du SS-brigadeführer (général de division SS) Theodor Wisch, il y lance trois compagnies. Les compagnies B et D avancent à l'est et la compagnie C à l'ouest de la voie ferrée qui relie Bourguébus à Tilly. Une fois l'assaut déclenché, les projecteurs s'allument pour éclairer le théâtre d'opération mais le commandement se plaint qu'ils découpent la silhouette des assaillants qui sont alors pris pour cible d'un feu nourri de mitrailleuses. La compagnie C prend position au nord de Tilly sans trop subir de pertes. Les compagnies B et D doivent livrer un terrible combat à l'infanterie allemande bien protégée dans un réseau de tranchées. À la compagnie D, le major Matson est tué à la tête de sa section. Les compagnies réussissent à se renforcer dans un verger situé au nord-est du village. Mais une fois dans Tilly, elles  n'arrivent pas à en prendre possession. Le second du major Matson, le captain (capitaine) Nicholson, qui a pris le commandement, est tué à son tour. La compagnie B rencontre les mêmes difficultés et le major Wilson, blessé, sauve sa vie en tuant deux Allemands. Il parvient plus tard à rejoindre sa ligne de départ. La compagnie C est envoyée à la rescousse, avec mission d'attaquer le village par le flanc ouest. Des chenillettes Bren et plusieurs canons antichars autopropulsés se lancent aussi dans la bataille. Mais ces tentatives se soldent par de lourdes pertes. Alors qu'il explore le terrain avec le major Jefferson, le captain McNeil est gravement blessé. Un autre soldat blessé qui tente de rejoindre ses lignes découvre les corps d'une vingtaine d'allemands tués par des tirs amis alors qu'ils tentaient de prendre à revers les troupes canadiennes.

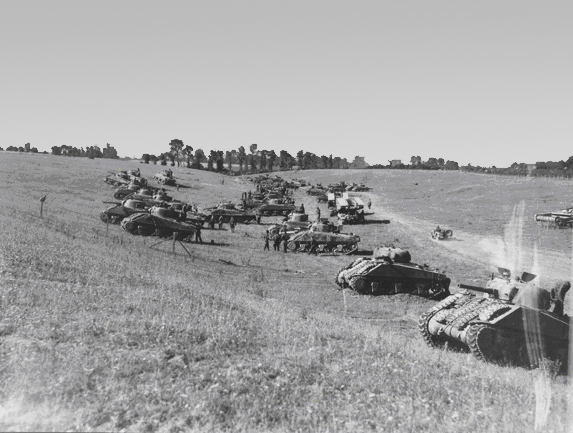
Regroupement des blindés du Fort Garry Horse.

Les contacts avec le poste de commandement du bataillon, une fois de plus, sont interrompus. À 5 h 25, le colonel Petch, chef de bataillon, annonce que les compagnies B et D ont atteint leur objectif. Mais à 6 h 14, apprenant l'échec, il demande l'aide de l'escadron de chars du Fort Garry Horse (10e régiment blindé canadien), qui est en réserve pour appuyer le Highland Light Infantry of Canada lors de la phase suivante, l'attaque de Garcelles-Secqueville. L'escadron B du 10e régiment blindé se déploie à l'ouest du village où il se mesure à des chars Panther et des canons antichars de la SS Leibstandarte Adolf Hitler en tentant de couvrir de son feu l'avance de la compagnie C. Mais les blindés pris à partie perdent onze chars,.
Dans l'après-midi à 16 h 25, le reste du 10e régiment blindé se replie sur Bourguébus, d'où il continue à appuyer l'action de loin. L'infanterie reçoit l'ordre de s'enterrer et d'essayer de revenir à la nuit sur sa base de départ. Seule une centaine d'hommes de tous grades rentre. Au début de la matinée du 26, le commandant de la compagnie A revient avec seulement neuf de ses hommes. Il déclare que des petits groupes tiennent encore le terrain autour du village mais qu'ils ne peuvent pas s'en sortir par leurs propres moyens. Ils doivent faire face à une dizaine de chars et à deux compagnies d'infanterie. Le Stormont, Dundas and Glengarry Highlanders reçoit alors l'ordre de se tenir prêt à passer à l'action pour récupérer les restes du North Nova Scotia. Mais cette unité n'est pas engagée, le commandement reconnaissant l'échec de l'opération, le SS-Brigadeführer Theodor Wisch reste maître de Tilly. Les changements de commandement au sein de la 9e brigade, principalement du North Nova Scotia Highlanders et du Stormont, Dundas and Glengarry Highlanders, montrent que les officiers sont jugés, par le commandement supérieur canadien, responsables de cet échec,.

### Contre-attaque allemande
Le matin du 25 juillet à 8 h 45, le generalfeldmarschall (maréchal) von Kluge visite le 1er SS-Panzerkorps et, informé de la situation, donne l’ordre d’attaquer au nord et de rétablir la HauptKampfLinie (HKL, le front en avant du secteur de combat)
La doctrine de défense allemande utilisée pendant la bataille de Normandie repose sur trois principes forgés pendant les dernières années de la Première Guerre mondiale :
- directement derrière la HKL, une zone avant légèrement tenue ;
- ensuite un secteur de défense principal ;
- enfin en arrière un secteur de réserves prêtes à bloquer toute intrusion ou à contre-attaquer si l'attaquant est bloqué en avant.

Dans le cadre de cette stratégie, les forces canadiennes ont donc franchi la HKL, ont traversé la première zone et butent maintenant sur le secteur de défense principal. Les Allemands organisent la contre-attaque après avoir pris la mesure des forces alliées. Cette contre-attaque est en fait constituée de trois opérations conduites chacune par une force de réserve dans des conditions défavorables, compte tenu de la suprématie aérienne et de l'efficacité de l'artillerie alliée :
- la 1re Panzerdivision SS Leibstandarte Adolf Hitler aux ordres du SS-Brigadeführer (général de division SS) Theodor Wisch sur Tilly-la-Campagne et Verrières ;
- les Kampfgruppen de la 9e Panzerdivision SS Hohenstaufen du SS-Brigadeführer Sylvester Stadler sur Saint-Martin-de-Fontenay et Verrières ;
- la 2e Panzerdivision du generalleutnant (général de corps d'armée) Heinrich Freiherr von Lüttwitz sur Saint-André-sur-Orne.

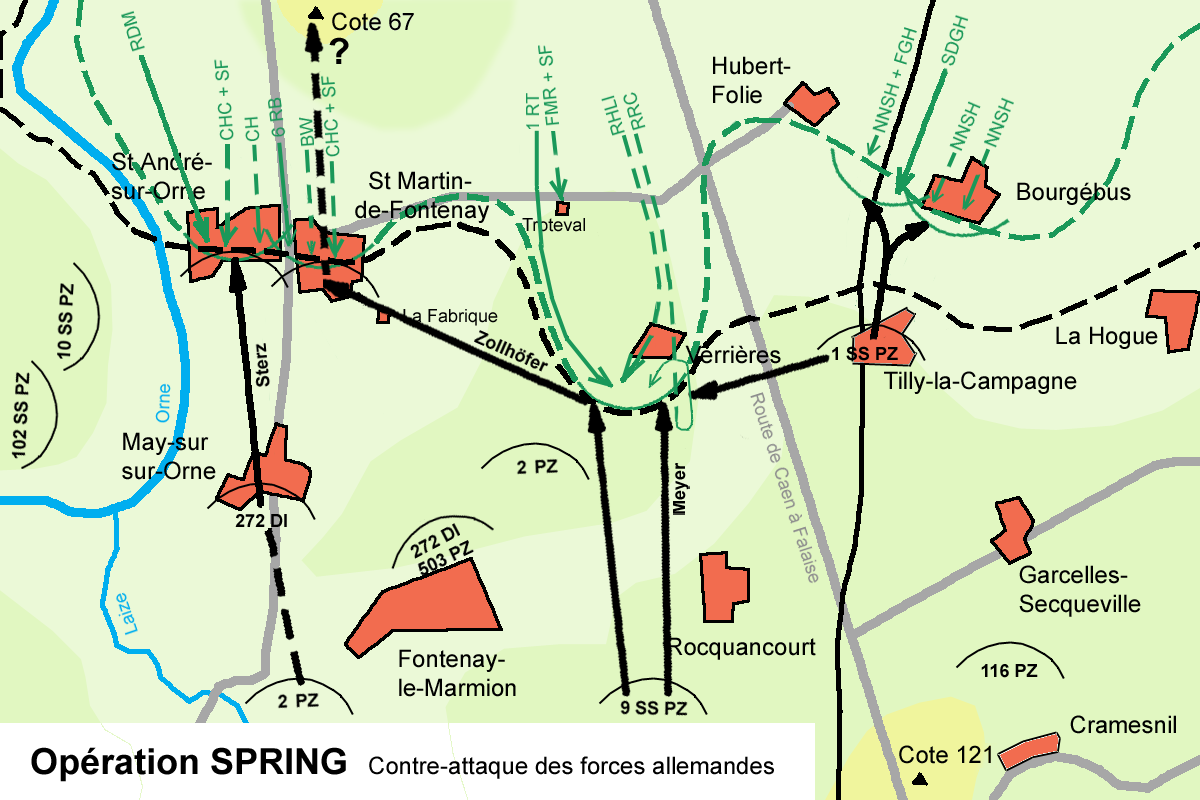
Déroulement de la contre-attaque des troupes allemandes le 25 juillet 1944.
Légende :
BW : Black Watch of Canada
- CH : Calgary Highlanders
- CHC : Queen's Own Cameron Highlanders of Canada
- FGH : Fort Garry Horse
- FMR : Fusiliers Mont-Royal
- NNSH : North Nova Scotia Highlanders
- RDM : Régiment de Maisonneuve
- RHLI : Royal Hamilton Light Infantry
- RRC : Royal Regiment of Canada
- SDGH : Stormont, Dundas and Glengarry Highlanders
- SF : Fusiliers de Sherbrooke
- 1RT : 1er Royal Tank
- 6RB : Hussars
DI : Division d'infanterie allemand
- PZ : Division blindée allemande

#### Contre-attaque de la1reSS Panzerdivision
Après avoir tenu front et repoussé le North Nova Scotia Highlanders et les Shermans du Fort Garry Horse, la 1re Panzerdivision SS Leibstandarte Adolf Hitler a tenu ses positions-clés, à l’exclusion de Verrières où le Royal Hamilton Light Infantry tient le village depuis le début de la matinée. Mais le contrôle de Tilly-la-Campagne permet à la 1re Panzerdivision de dominer la route de Caen à Falaise et de délivrer son feu sur les troupes canadiennes en possession de Verrières. Elle apporte ensuite son soutien à la contre-attaque menée par la 9e SS Panzerdivision Hohenstaufen sur le village de Verrières.

#### Contre-attaque de la9eSS Panzerdivision

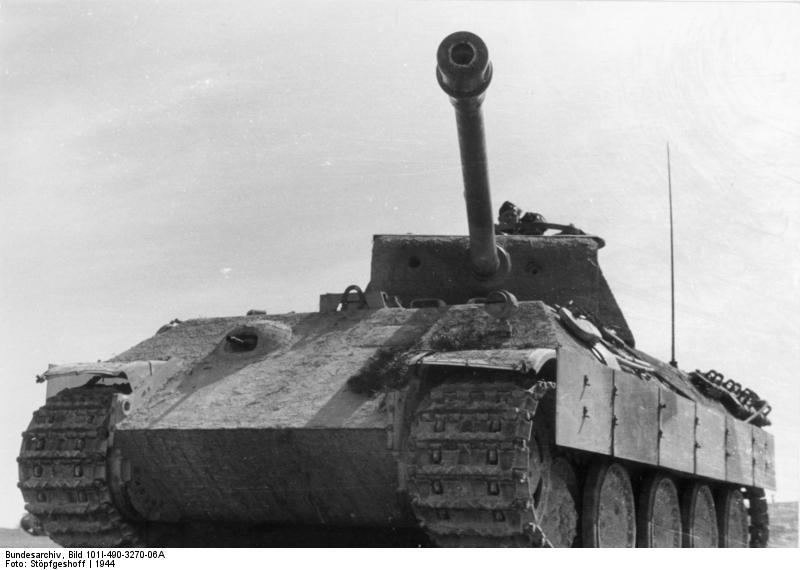
Un blindé Panther V utilisé par la 9e Panzerdivision SS Hohenstaufen.

La 9e Panzerdivision SS Hohenstaufen organise deux Kampfgruppen de contre-attaque :
- le Kampfgruppe aux ordres de l’SS-obersturmbannführer (lieutenant-colonel) Otto Meyer composé de Panthers et de Mark IVs, d’un bataillon de Panzergrenadiers, d’une division du génie utilisée comme infanterie et d’une batterie de canons anti-aériens très efficace contre les chars[56] ;
- le Kampfgruppe commandé par l’SS-obersturmbannführer Emil Zollhöfer composé d’un régiment de Panzergrenadiers, d’une division de Sturmgeschütz et d’une grande partie de l’artillerie de la 9e SS Panzerdivision[56].

L’objectif de ces deux Kampfgruppen est de contre-attaquer sur Verrières. Les deux attaques sont lancées à 18 h, à l'est de la position par le Kampfgruppe Meyer et à l'ouest par le Kampfgruppe Zollhöfer. Le temps est couvert mais n’empêche pas l’intervention de l’aviation alliée. Huit chars prennent à partie les positions avancées du Royal Hamilton Light Infantry à l'ouest de Verrières. Un combat mortel s'engage, mais l'action d'un escadron du 1er Royal Tanks et douze Typhoons des escadrilles 181 et 182 de la Royal Air Force, entre 18 h 40 et 19 h 40, armés de roquettes, et de l'artillerie qui utilise des obus à fumée rouge pour indiquer les cibles aux avions, sauvent la position. Un de ces obus tombe sur le QG du lieutenant-colonel Rockingham, qui est alors attaqué par des roquettes, en ne faisant toutefois que des blessés.
Devant la résistance acharnée des Canadiens, à Verrières mais aussi autour de « la Fabrique » de Saint-Martin-de-Fontenay, le Kampfgruppe Zollhöfer est détourné à 18 h 40 pour aider la contre-attaque sur les villages de Saint-Martin et Saint-André-sur-Orne qui marque le pas. Le Kampfgruppe Meyer prend alors seul en charge la contre-attaque sur Verrières mais à la tombée de la nuit, le Royal Hamilton Light Infantry demeure maître de Verrières.

#### Contre-attaque de la2ePanzerdivision

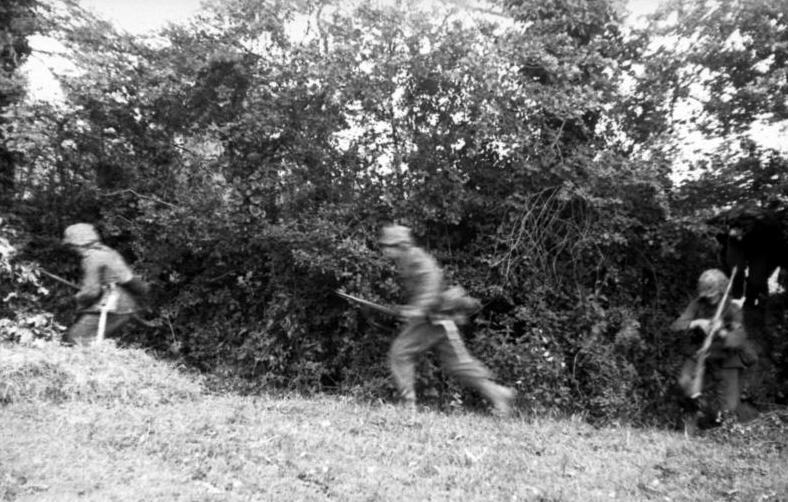
Infanterie allemande en action.

La contre-attaque sur les deux villages de Saint-Martin-de-Fontenay et Saint-André-sur-Orne, sur la ligne de départ de l’opération Spring pour la 3e DI canadienne et tenus par le Queen's Own Cameron Highlanders of Canada et les chars des Sherbrooke Fusiliers toujours aux prises avec la 272e division d'infanterie, revient au kampfgruppe de la 2e Panzerdivision commandé par le Major (commandant) Werner Sterz.
Le Kampfgruppe Sterz est composé de son bataillon anti-chars Jagdpanzer IV de la 2e Panzerdivision auquel est joint le 3e régiment de Panzer leichterzug, une compagnie de chars Panther et un bataillon de grenadiers montés sur des transports de troupe semi-blindés. Ce sont ces troupes qui repoussent dans la matinée vers 9 h 45 la deuxième attaque des Calgary Highlanders sur May-sur-Orne. Sterz continue son action en repoussant les Shermans des 1st Hussars en leur infligeant de lourdes pertes. Ensuite, à 13 h 30, avec l’appui feu de la 10e SS Panzerdivision Frundsberg à partir des hauteurs à l’ouest de l’Orne, il lance ses Panthers en direction du nord, obligeant les Canadiens à se retirer sur leurs bases de départ.
Avec l’aide du Kampfgruppe Zollhöfer, ils repoussent le Régiment de Maisonneuve, qui est venu en soutien pour ne pas perdre la position au nord des villages, et rétablissent ainsi la HKL.
Il est possible mais pas certain que le kampfgruppe Zollhöfer ait poursuivi son action pour reprendre la colline 67. Ce fait est uniquement accrédité par la mention dans les journaux de guerre du Calgary Highlanders et du Black Watch d’un recul à Fleury-sur-Orne au nord de la colline 67. Cette percée n’est pas confirmée par les journaux des autres bataillons qui tiennent le nord de Saint Martin-de-Fontenay et Saint André-sur-Orne et est peu vraisemblable compte tenu de l'action du régiment de Maisonneuve.

### Suite des opérations

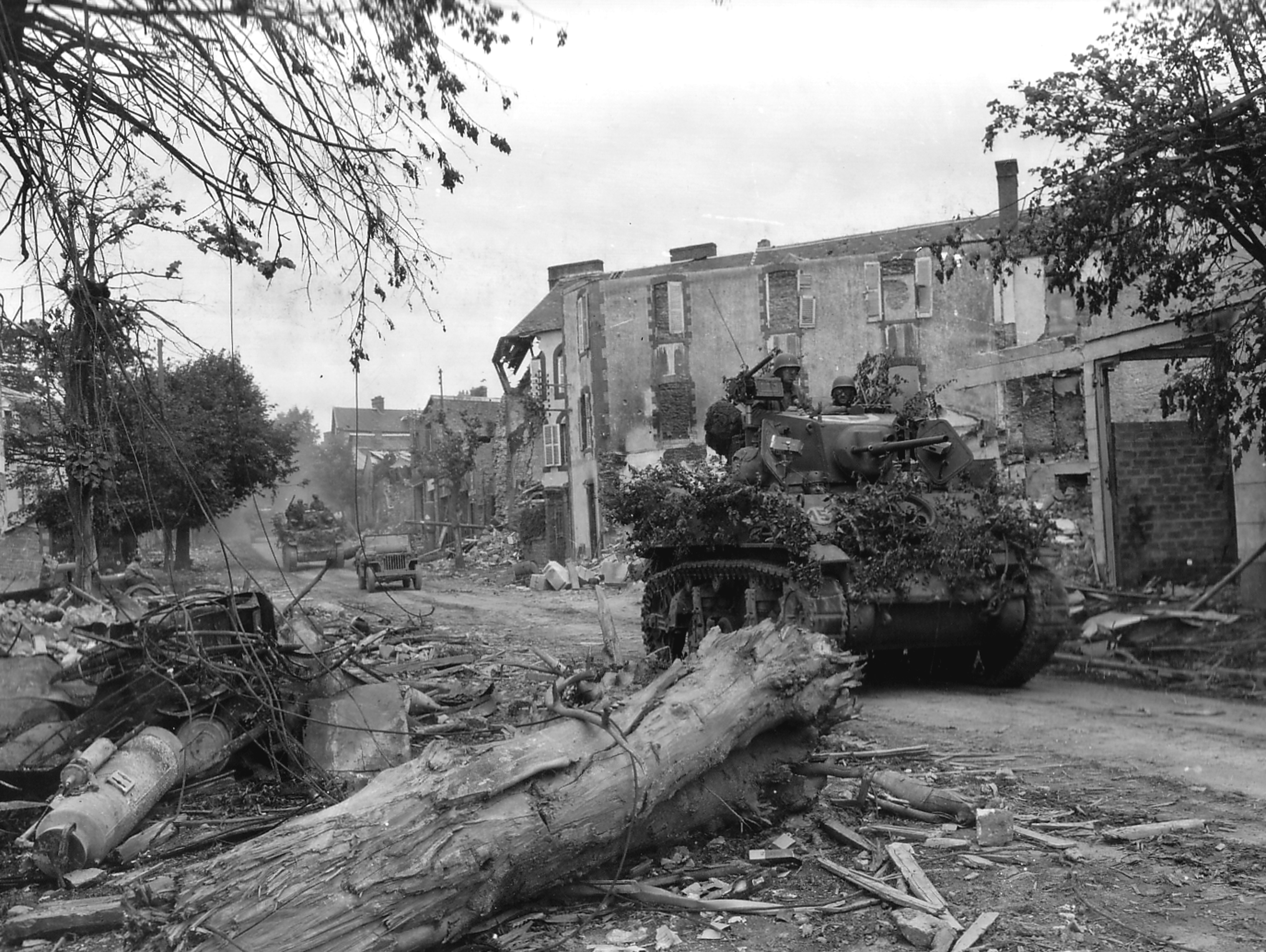
Char américain traversant Coutances après la percée de l'opération Cobra.

À 17 h 30, le lieutenant-general (général de corps d'armée) Simonds, commandant du corps d'armée, demande un renforcement des positions. Il est alors décidé de nouvelles attaques sur May-sur-Orne pour stopper la contre-attaque de la 2e Panzerdivision, sur Fontenay-le-Marmion pour aider le Black Watch, sur Rocquancourt et sur Tilly-la-Campagne. Il espère encore un succès de l'opération Spring.
À 18 h, le major-general (général de division) Foulkes, commandant divisionnaire, entouré de ses brigadiers, étudie l'ordre de bataille de la nuit et du lendemain à la suite des nouveaux ordres de Simonds. Le brigadier (général de brigade) Young de la 6e brigade déclare qu'à son avis, il est impossible d'envisager d'autres opérations sur ce front aussi longtemps que les Allemands tiennent leurs positions sur les hauteurs à l'ouest de l'Orne. Foulkes, d'accord avec Young, décide d'en conférer avec Simonds. Au QG du corps d'armée, il apprend que Simonds, anticipant sur sa démarche, est parti voir le lieutenant-general (général de corps d'armée) Miles Dempsey. Le commandant d'armée se rend à l'avis de Simonds et décide qu'il faut arrêter l'opération Spring et consolider le peu qui avait été gagné, sans engager de nouvelles troupes,.
Malgré tout, et surtout ou à cause de la contre-attaque généralisée des forces allemandes, la 2e division attaque avec l'appui de toutes les batteries du corps d'armée, à 18 h 30 Rocquancourt, à 21 h May-sur-Orne et encore le 26 juillet à l'aube, Fontenay-le-Marmion. Seule l'action sur Tilly-la-Campagne au cours de la nuit est annulée. Toutes ses actions n'ont qu'un effet limité hormis la stabilisation du front jusqu'à l'opération Totalize qui ouvre alors la route de Falaise.

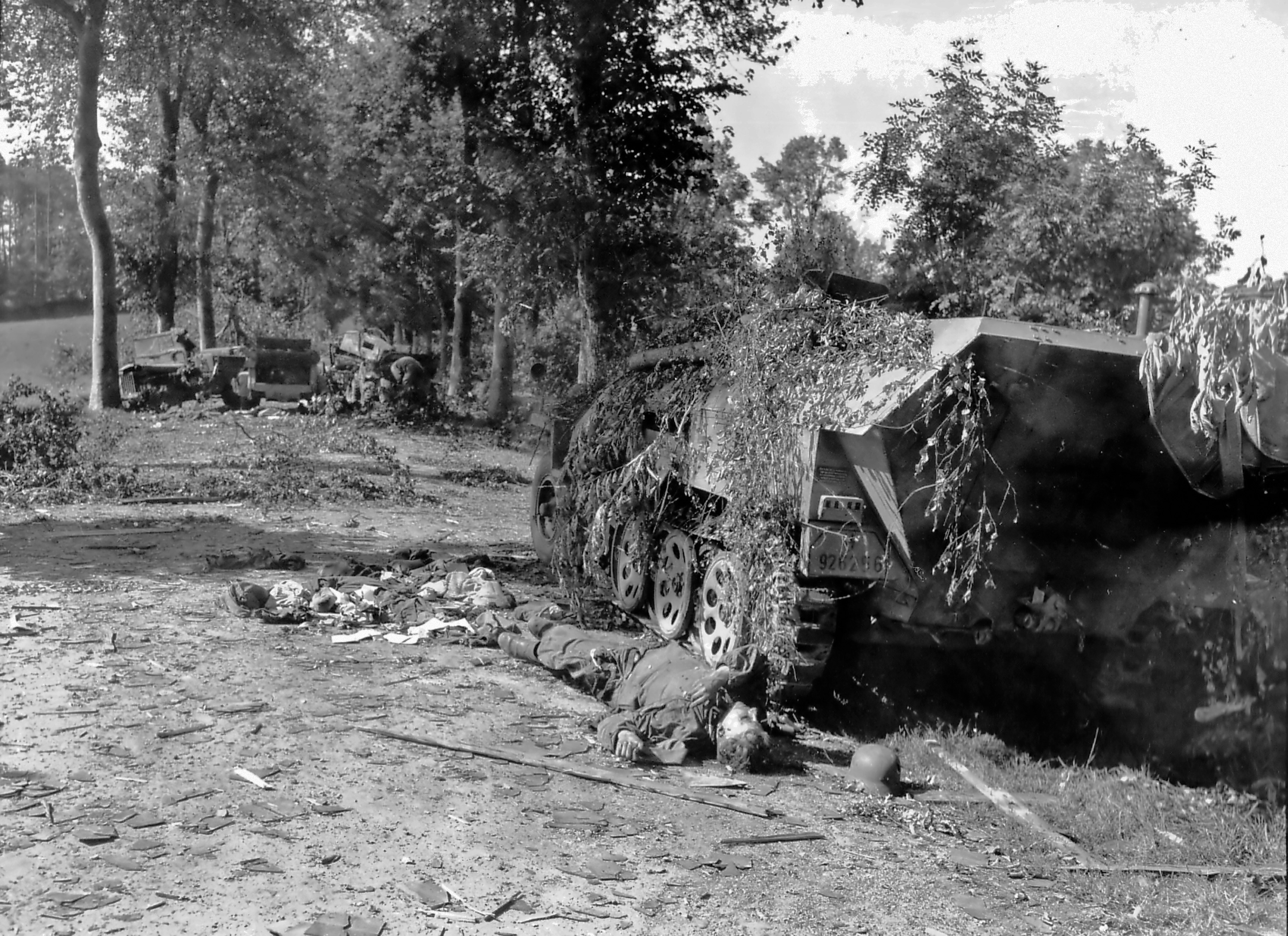
La 2e SS-Panzerdivision Das Reich prise dans la poche de Falaise.

Dans la soirée, les restes de la 272e division d'infanterie du generalleutnant (général de corps d'armée) Schack, qui ont subi les plus lourdes pertes, est relevée par la 9e Panzerdivision SS Hohenstaufen du SS-Brigadeführer (général de division SS) Sylvester Stadler sur ordre direct du generalfeldmarschall (maréchal) von Kluge. La 2e Panzerdivision du generalleutnant Heinrich Freiherr von Lüttwitz s'avance en deuxième ligne à la place de la 9e Panzerdivision et se tient prête à contre-attaquer.
Le generalfeldmarschall von Kluge et l'état-major allemand du front Ouest attendent toujours la grande attaque au sud de Caen qui ouvrirait la route de Paris. Le general (général d'armée) Bernard Montgomery qui a craint un instant que le faux départ de l'opération Cobra le 24 juillet, causé par le mauvais temps, n'alerte les Allemands ; au contraire cela a renforcé leur croyance en une attaque d'envergure à l'est. Plutôt que de dégarnir cette partie du front, von Kluge préfère faire venir des renforts du Groupe d'armées G cantonnée dans le sud de la France ainsi que de la XVe armée au nord de la Seine.
Ce n'est que le 27 juillet que la réalité de la situation apparaît aux Allemands et ces deux jours de retard ne seront jamais repris. Le 27 au soir, la 3e armée américaine du general (général d'armée) Patton, est sur la route de Coutances et le 30 à Avranches. Sur ordres directs d'Hitler, toutes les forces blindées allemandes sont mobilisées pour la contre-attaque Lüttich sur Mortain. Cela dégarnit le front à l'est, permettant enfin la percée de Falaise. Toutes les forces blindées allemandes s'enferrent alors dans la poche de Falaise. La VIIe armée allemande et le 5e groupe Panzer ouest sont anéantis, mettant ainsi fin à la bataille de Normandie et autorisant ainsi la Libération symbolique de Paris.

## Pertes humaines

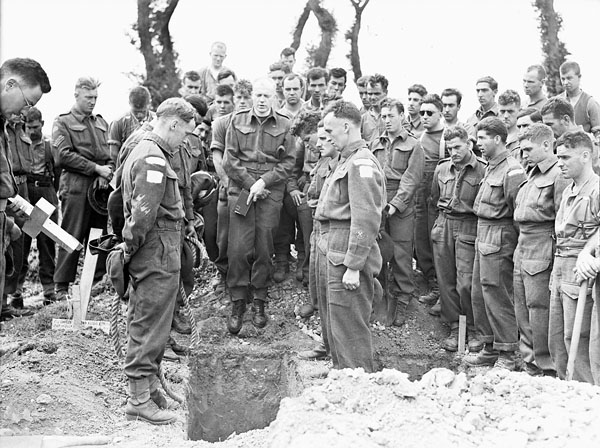
Service funéraire pour enterrer des morts canadiens en Normandie en juillet 1944.

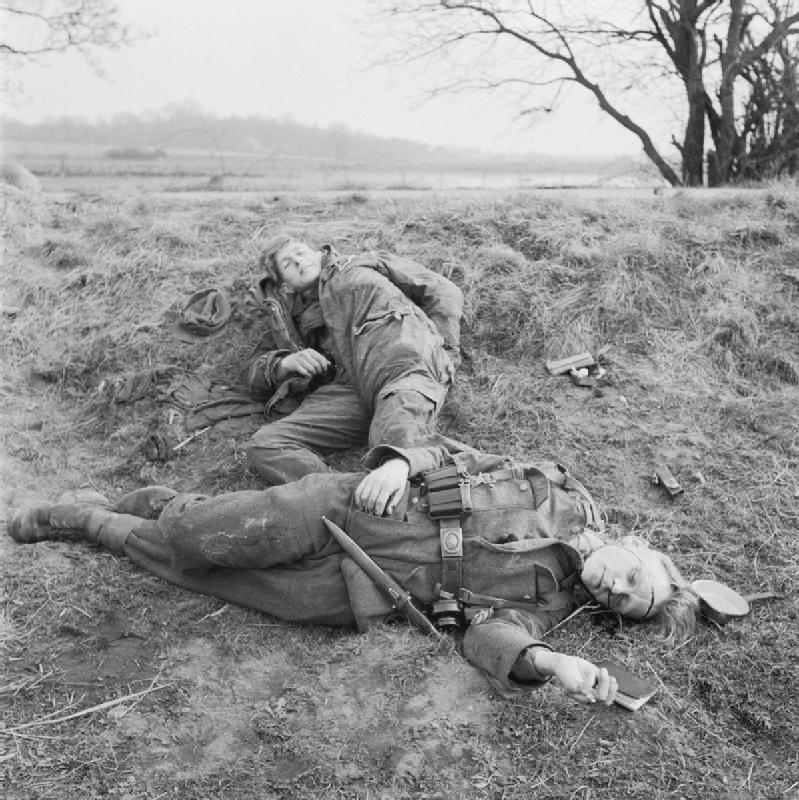
Jeunes soldats allemands tués.

Il est impossible de donner avec précision les pertes subies par les troupes canadiennes comme par les troupes allemandes engagées dans l'opération Spring. Il n'existe que des dénombrements partiels.
Il est certain que la journée du 25 juillet 1944 est l'une des plus sanglantes de la Seconde Guerre mondiale pour les troupes canadiennes. Les états officiels s'élèvent à 1 202 pertes dont 362 tués au combat. Mais toutes les pertes de cette journée n'ont pas été comptabilisées sur le 25 juillet. Les Black Watch inscrivent pour le 25 juillet 167 pertes dont 83 tués, mais ils ont 140 autres pertes pour la période du 26 au 28 juillet sans que le bataillon n'ait été engagé ces jours-là. Au total, 5 officiers et 118 hommes de troupe ont trouvé la mort dans ce bataillon pendant l'opération Spring. Le North Nova Scotia Highlanders annonce une perte de 139 hommes (61 tués au combat, 46 blessés et  32 prisonniers) de tous grades pour la journée du 25 juillet et 293 pertes dont 52 tués pour les jours suivants. Le Royal Hamilton Light Infantry, qui tient Verrières en livrant pendant plusieurs jours des combats défensifs, affiche plus de 200 pertes dont 53 tués,.
Les états du 26 au 28 juillet font apparaitre, en plus des pertes du 25 juillet, 432 pertes supplémentaires dont 113 tués. Cela fait un total de 1 634 pertes dont 475 tués, mais toutes ces pertes ne sont pas à imputer à l'opération Spring. Elles sont globalement estimées à plus de 1 500 pertes dont environ 450 tués.
Aucun état précis des pertes n'existe pour les troupes allemandes. Le général Zimmermann, qui appartient à l'état-major du commandement ouest, parle de 51 075 pertes entre le 15 juillet et le 7 août. Gregory Liedtke cite une source allemande (un historien de la 9e SS Panzerdivision) qui donne environ 2 000 pertes pour la seule 9e Panzerdivision SS Hohenstaufen les derniers jours de juin et au cours du mois de juillet 1944.
Les soldats canadiens tués pendant l'opération reposent au cimetière canadien de Bretteville-sur-Laize. Les soldats allemands tués lors de la bataille de Normandie sont regroupés et enterrés au cimetière allemand de La Cambe.